# San Andrés (Santa Cruz de Tenerife)
San Andrés es una entidad de población del municipio de Santa Cruz de Tenerife, en la isla de Tenerife —Canarias, España—. Está incluida administrativamente en el distrito de Anaga, teniendo la consideración de pueblo. San Andrés es la localidad más poblada del distrito de Anaga y sede del mismo.
Fundado a finales del siglo xv, se trata de uno de los núcleos poblacionales más antiguos de Tenerife, fundado apenas dos años después de la conquista de la isla y habiendo constituido además un municipio independiente a lo largo del siglo xix. Esto lo convierte en una de las localidades más significativas dentro del municipio capitalino, poseyendo un carácter tanto pesquero como rural, aunque es más popular su primera faceta.
Posee monumentos como la Torre de San Andrés, la iglesia parroquial o la antigua Escuela Estévez, aunque la localidad es más conocida por encontrarse en ella algunas de las playas más populares del municipio: Las Teresitas y Las Gaviotas.

## Toponimia
Antes de la conquista de Tenerife por los castellanos, los guanches, primeros pobladores de la isla, conocían el lugar como «Abicore» e «Ibaute». Tras la colonización se fueron alternando las denominaciones de «valle de las Higueras», por la abundancia de estas en la zona; «Valle de Salazar», por sus nuevos dueños; y «Valle de San Andrés», por ser este el patrón de la ermita erigida en el lugar. Tras la fundación de la parroquia se consolidaría su nombre moderno.

## Geografía

### Situación y características generales
Está situado en un amplio valle de la vertiente sur del macizo de Anaga, junto a la desembocadura de los barrancos del Cercado y de Las Huertas, a 8 kilómetros al nordeste del centro de Santa Cruz de Tenerife.

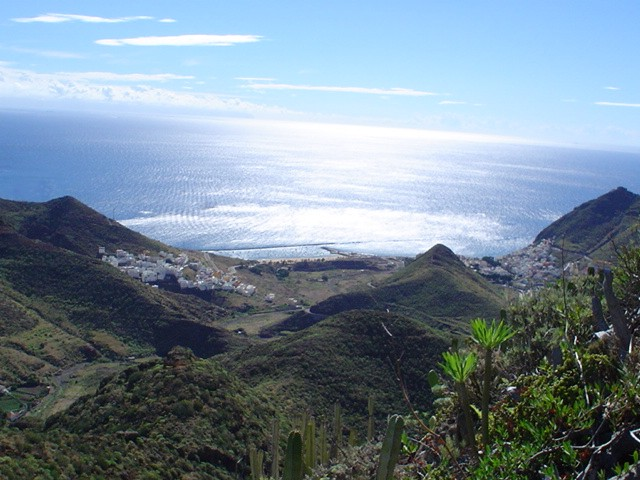
Situación de San Andrés junto a la confluencia de los valles de Las Huertas y El Cercado. A la izda., el barrio de El Suculum.

Ocupa una superficie de 21,14 km², siendo la localidad más extensa del distrito. Su territorio abarca no solo el núcleo urbano, sino la totalidad de los valles del Cercado, Las Huertas, Jagua, Seco y la margen derecha del barranco del Balayo, incluyendo áreas agrícolas, la Dársena Pesquera del puerto capitalino y la Zona Industrial de Jagua.
Casi toda la superficie de la localidad se encuentra incluida en el espacio natural protegido del parque rural de Anaga. Asimismo, parte de su frente costero está considerado Zona de Especial Conservación bajo la denominación Sebadal de San Andrés. Además la superficie de la localidad de San Andrés como la de los otros pueblos y caseríos de Anaga, está incluida en la Reserva de la Biosfera del Macizo de Anaga declarada como tal por la UNESCO en 2015.
La altitud máxima la representa el Cabezo Mirabal con 799'1 m s. n. m., encontrándose el núcleo urbano a una altitud media de 24 m s. n. m. Al nordeste se encuentra la playa de Las Teresitas.
El área urbana se puede dividir en varios núcleos más o menos diferenciadas: El Pueblo, que se corresponde con el casco antiguo, La Ladera, El Cercado-Pista Militar, Las Barranqueras, El Regente y Montaña Morera. Junto a la playa de Las Gaviotas se sitúa el complejo de apartamentos Urbanización Playa Chica.
En el interior de los valles se reparten varios pequeños núcleos agrícolas como La Limera, Lomo el Pino, Viña Vieja, El Cresal, El Muñón, La Hoya, Cho Eugenio o Paiba.
Domina el Valle de San Andrés el famoso Roque de Los Cuchilletes, que en la antigüedad era utilizado como santuario de culto por los aborígenes guanches.

### Clima
Su situación geográfica, al pie de las montañas de Anaga y al lado del mar, tiene una gran influencia sobre su clima, siendo en general suave y ventoso en verano, y fresco y lluvioso en invierno. La temperatura media anual es de 20,6 °C y las precipitaciones alcanzan los 262 mm al año.

#### Inundaciones

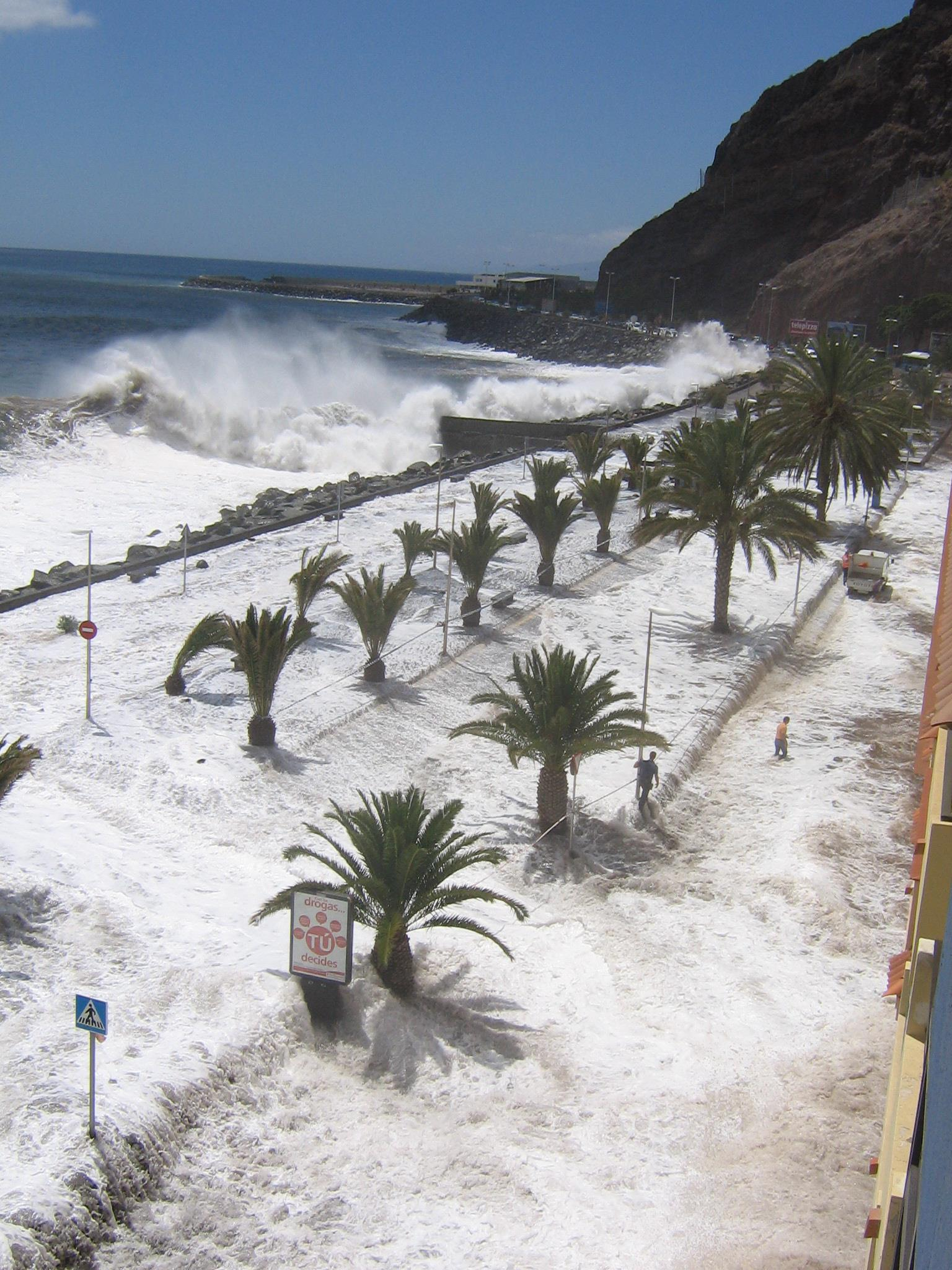
Inundación de la avenida Marítima durante el oleaje del verano de 2011.

San Andrés ha sufrido históricamente diferentes fenómenos que han provocado graves inundaciones, testigo de las cuales es el propio Castillo de San Andrés, derruido en más de una ocasión por las aguas del barranco próximo.
Entre los episodios recientes destaca sobremanera la riada del 31 de marzo de 2002. Las lluvias torrenciales que afectaron a Santa Cruz de Tenerife se extendieron hacia San Andrés provocando el desbordamiento de los barrancos, con la consecuente irrupción de las aguas en el núcleo. Los daños materiales fueron cuantiosos.
A estos fenómenos meteorológicos hay que añadir los fuertes oleajes de componente sur y nordeste que periódicamente azotan su litoral, y que han destruido en numerosas ocasiones tanto el paseo marítimo como el antiguo muelle embarcadero. El oleaje de agosto de 2011 ha sido uno de los peores que se recuerda. Los días 29, 30 y 31 San Andrés se vio inundado hasta 80 metros tierra adentro con cada pleamar debido a una combinación de factores, quedando seriamente afectada la avenida Marítima e inundadas una treintena de viviendas y comercios.
Tanto en inundaciones producidas por lluvias como por las del mar, la primera línea de edificios del frente del núcleo y el área del castillo suelen ser las partes más afectadas, debido a que la avenida Marítima fue construida con una altura mayor que la del nivel de estas zonas, produciendo una depresión que provoca el estancamiento del agua.
Si bien las obras de encauzamiento de los barrancos de la localidad han paliado los riesgos de desbordamiento, están por finalizarse tanto la desembocadura como algunos tramos de los cauces superiores. En cuanto a la protección frente a los oleajes, tras el de verano de 2011 se reconstruyó la escollera de sustentación de la avenida Marítima ante la espera de la protección definitiva que llevan solicitando los vecinos desde hace más de 30 años, y que pasa por la construcción de una escollera en el frente marítimo de la localidad.

#### Otros fenómenos meteorológicos
El 18 de febrero de 2016 durante un temporal de frío que azotó Canarias, se produjo un fenómeno meteorológico insólito para una localidad situada al nivel del mar como es San Andrés, y es que tuvo lugar una granizada en la localidad durante la mañana de ese día. Dicho fenómeno fue noticia en las televisiones insulares y autonómicas. El insólito fenómeno se repitió el 29 de enero de 2018.

### Flora y vegetación
Los valles de San Andrés se encuadran dentro de la vegetación típica de las zonas a sotavento del macizo de Anaga.

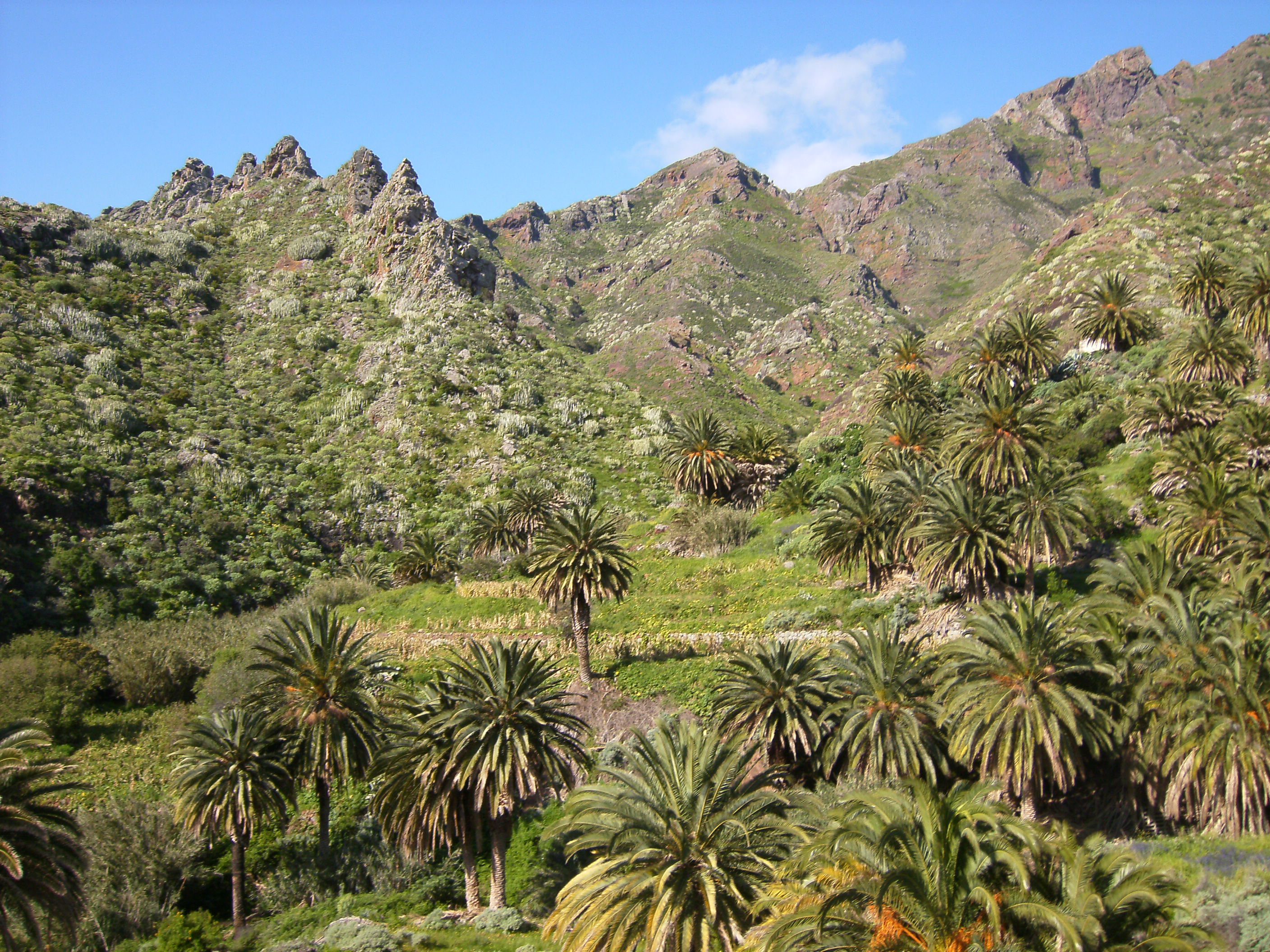
Palmeral en la zona de Caraballo, valle del Cercado.

 La costa de los valles menos antropizados conserva la vegetación típica del litoral canario, con especies herbáceas y arbustivas bien adaptadas a la salinidad y el calor. Las zonas bajas y riscos desde cerca del nivel del mar hasta los 600 metros de altitud se encuentran cubiertos por el tabaibal-cardonal, así como por comunidades ruderales. De las antiguas extensiones de bosque termófilo solo quedan ejemplares asilados de sus especies arbóreas típicas repartidas por los valles de la localidad. No obstante, en las medianías del valle del Cercado se conserva uno de los palmerales de palmera canaria Phoenix canariensis más extensos de Tenerife. Por su parte, las cumbres están cubiertas en su mayoría de fayal-brezal, bosque de sustitución producto de la intensa explotación forestal. Sin embargo, aún quedan relictos de laurisilva en determinadas zonas.
La presencia de zonas escarpadas y numerosos roques hace que estén presentes muchas especies rupícolas, destacando las crasuláceas del género Aeonium y las compuestas del género Sonchus. Asimismo, los barrancos del Cercado y de Las Huertas constituyen verdaderos arroyos, por lo que presentan una vegetación higrófila abundante. Sobresalen las poblaciones de sauce canario Salix canariensis dispuestas en bosque en galería, siendo de los más extensos de la isla.
Entre la vegetación de San Andrés merecen mención aparte los sebadales de Cymodocea nodosa, fanerógama marina que sirve de refugio y zona de reproducción y alevinaje de peces, de gran riqueza ecológica. Estas se sitúan en los fondos marinos frente a la localidad, aunque en los últimos años han retrocedido debido a las obras de ampliación del Puerto de Santa Cruz de Tenerife y a los vertidos de aguas residuales de la zona.

### Fauna

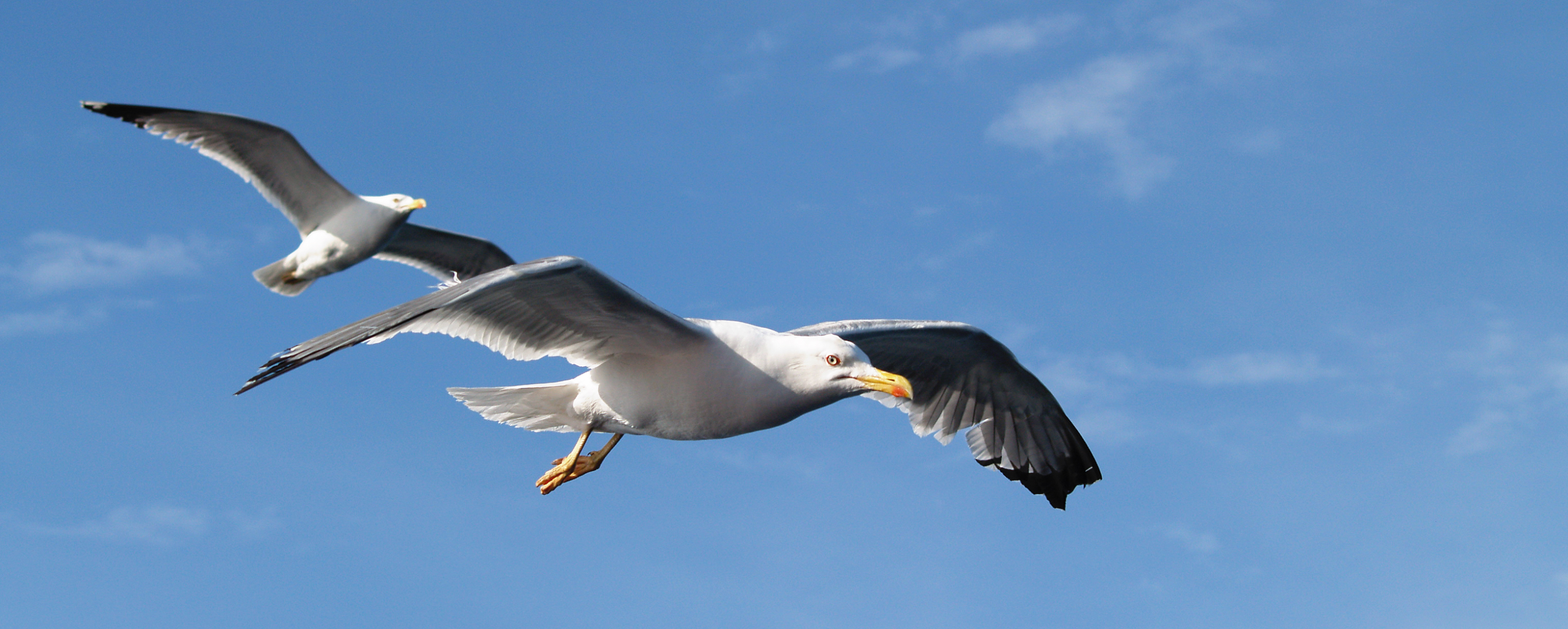
La gaviota, una de las aves más significativas de la localidad.

La mayor riqueza en fauna la representan, como en el resto del macizo de Anaga, el grupo de los invertebrados y la avifauna.
Entre las aves destacan diferentes especies de paseriformes como el herrerillo Cyanistes teneriffae, el pinzón vulgar Fringilla coelebs, el mosquitero canario Phylloscopus canariensis, el petirrojo Erithacus rubecula o el canario Serinus canaria. Los mirlos Turdus merula, gorriones Passer hispaniolensis, palomas Columba livia y tórtolas turcas Streptopelia roseogrisea abundan en las áreas urbanas, mientras que la perdiz Alectoris barbara y la tórtola común Streptopelia turtur, están presentes en los matorrales de las zonas bajas. Las rapaces están representadas por el cernícalo Falco tinnunculus, el búho chico Asio otus y la lechuza Tyto alba, y en menor medida por la aguililla Buteo buteo. Ligadas a los cursos de agua de los barrancos están la gallineta Gallinula chloropus, la garceta Egretta garzetta y la alpispa Motacilla cinerea, así como una población semisalvaje de patos Cairina moschata. Entre las aves marinas encontramos la abundante gaviota Larus michahellis, y de manera esporádica pardelas cenicienta Calonectris diomedea y charranes Sterna hirundo.
Entre los reptiles y anfibios abundan tres especies endémicas de lagarto: la lisa Chalcides viridanus, el lagarto tizón Gallotia galloti y el perenquén Tarentola delalandii. En los barrancos y zonas húmedas se encuentran dos tipos de rana introducidas por el ser humano, Hyla meridionalis y Pelophylax perezi.
Los mamíferos están representados por los murciélagos autóctonos y por especies introducidas comunes al resto de la isla: conejos, ratas, ratones, erizos, gatos y musarañas.
La fauna marina del litoral de San Andrés, antiguamente abundante, se encuentra en retroceso debido a las obras costeras y a los vertidos residuales y contaminantes. No obstante, aún pueden verse en sus aguas peces como Liza aurata, Diplodus sargus, Sparisoma cretense, Sarpa salpa, Sphyraena viridensis, Belone belone, Thalassoma pavo, diferentes especies de góbidos, Abudefduf luridus, Bothus podas, etc. Entre los invertebrados marinos abundan los cangrejos Grapsus adscensionis, Percnon gibbesi y Pachygrapsus marmoratus, y diferentes especies de gastrópodos como Patella tenuis, Osilinus atrata o Littorina striata.
En la playa de Las Teresitas existe un importante yacimiento paleontológico del Cuaternario. Se trata de un yacimiento submarino en una playa sumergida, de aproximadamente 400 metros cuadrados. El mismo contiene fósiles moluscos de Charonia variegata y Patella candei (este último endémico de la región macaronesia) y otros endemismos de alto valor científico.  El yacimiento es célebre por ser el único de las Canarias occidentales en donde ha aparecido fósiles de Strombus bubonius, el cual es característico del último período interglacial de la región Mediterráneo-lusitana. El Yacimiento paleontológico de la Playa de Las Teresitas está catalogado como uno de los más importantes de la isla de Tenerife.

## Sociedad

### Demografía
| Año        | 2000  | 2001  | 2002  | 2003  | 2004  | 2005  | 2006  | 2007  | 2008  | 2009  | 2010  | 2011  | 2012  | 2013  | 2014  | 2015  | 2016  |
| ---------- | ----- | ----- | ----- | ----- | ----- | ----- | ----- | ----- | ----- | ----- | ----- | ----- | ----- | ----- | ----- | ----- | ----- |
| Habitantes | 2 705 | 2 679 | 2 720 | 2 744 | 2 964 | 3 044 | 3 100 | 3 112 | 3 124 | 3 133 | 3 050 | 3 041 | 2 776 | 2 741 | 2 687 | 2 614 | 2 603 |

A 1 de enero de 2016 tenía 2 603 habitantes, siendo la localidad más poblada del distrito y la sexta del municipio. La población relativa era de 123,13 hab./km².

### Gentilicio
Aunque el gentilicio formal es sanandresero, -a, no es de uso común entre sus vecinos, siendo sustituido por lagartero, -a, apodo con el que los habitantes de las poblaciones cercanas nombraban de manera despectiva a los de San Andrés. A finales del siglo xx comenzó a ser adoptado como propio por los habitantes de la localidad.

### Economía

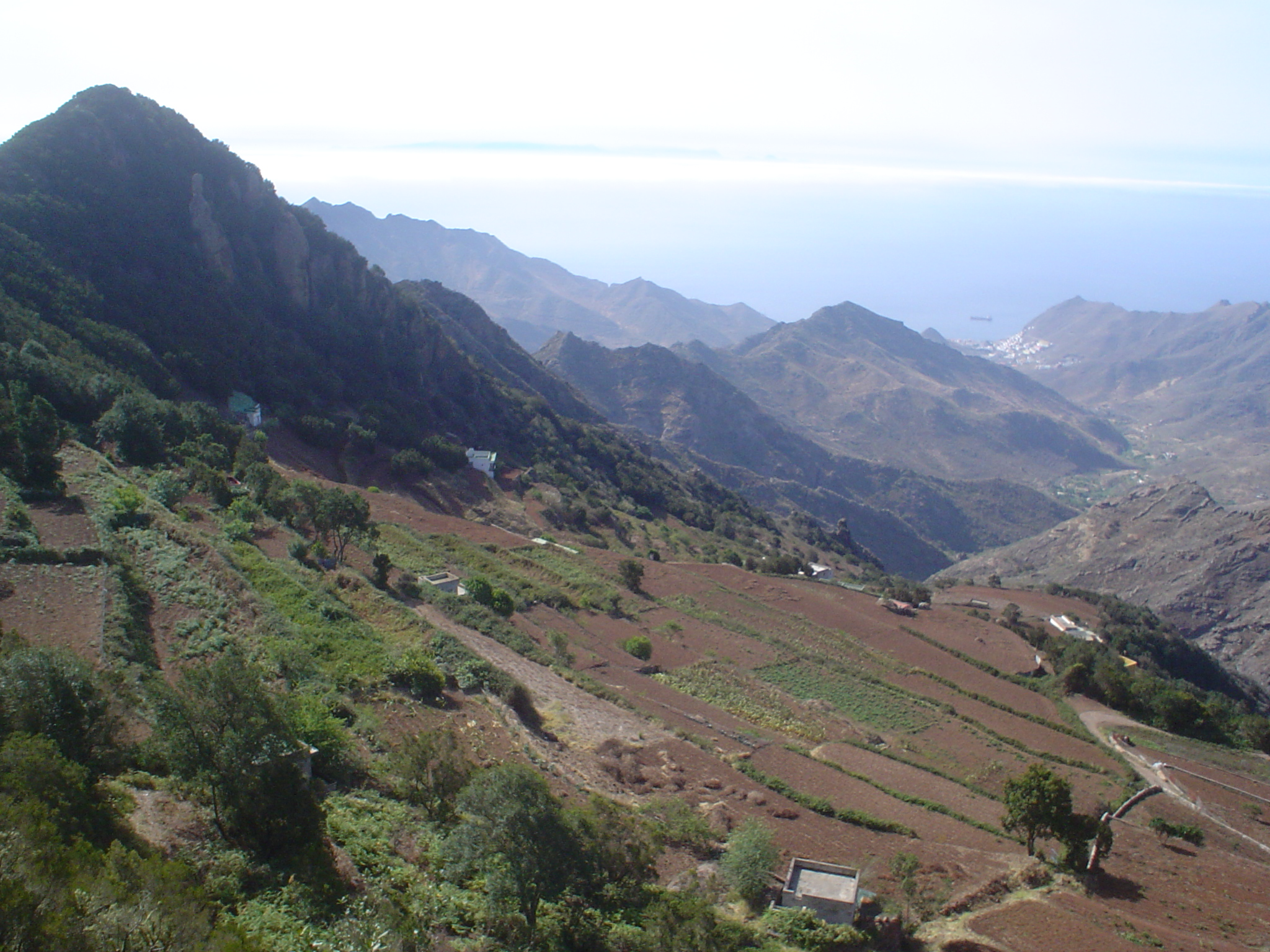
Huertas en El Cresal, zona alta de San Andrés.

Desde su aparición hasta épocas recientes, los habitantes de San Andrés se dedicaron mayoritariamente a las explotaciones madereras de los montes próximos y al sector primario.
A partir de los años 1950 comienza la transformación de la economía local hacia el sector terciario, relacionada en un primer momento con las actividades portuarias del cercano Puerto de Santa Cruz de Tenerife.
Desde la década de 1980 la mayor parte de la población trabaja en diferentes ramas del sector servicios fuera de la localidad, existiendo un cierto porcentaje que lo hace en la misma en bares, restaurantes y otros pequeños comercios.
El sector primario se mantiene como complemento de la economía familiar con pequeñas explotaciones agrícola-ganaderas. La pesca, una de sus señas de identidad, sigue ejerciéndose de manera tradicional, contando la localidad con una pequeña flota pesquera, con instalaciones portuarias y su propia cofradía de pescadores en la playa de Las Teresitas. Los productos del campo y el mar se destinan al autoabastecimiento o bien se venden en el propio núcleo.
En cuanto al sector secundario, existen en la Dársena Pesquera algunas industrias ligeras de tratamiento de áridos y madera.
La artesanía fue muy importante en el pasado, sobre todo la relacionada con la alfarería, llegando incluso a ser conocido el lugar como San Andrés de las Ollas por las piezas que se hacían y eran exportadas a otras islas.

### Colectivos vecinales
San Andrés ha sido una localidad históricamente populosa, contando con un amplio entramado social organizado en colectivos vecinales.
Entre las agrupaciones sociales se encuentran la asociación de vecinos El Pescador de San Andrés, la de mujeres Ágora de San Andrés, la de mayores San Andrés de Anaga, las asociaciones juveniles Ibaute, Aruad y Los Asomados, la Asociación de Empresarios de Anaga, el colectivo de acción social DENIPER, la Asociación de Madres y Padres de Alumnos Castillo de San Andrés y las agrupaciones socioculturales Valle de Abicor, Ama-Amautama y Emeger. También existen dos sociedades recreativas denominadas Valle Salazar y Amigos de la Plazoleta. El Club Deportivo San Andrés también cuenta con una sociedad.

### Música
La localidad siempre ha contado con una gran tradición musical, prueba de lo cual es que existen tres grupos folclóricos; 25 de abril, Paiba y Medianía, y dos bandas de música, Amigos del Arte de San Andrés y Unión Musical Aída. También existen grupos modernos como Chubasco en el Guetto, así como las orquestas La Clase Aparte y Oro Latino que suelen amenizar las fiestas patronales de los distintos barrios de Anaga.
La localidad ha dado importantes exponentes de la música popular canaria, tales como Lita Franquis, Domingo Torres, Marcelino Rodríguez o Luis León, entre otros.

### Deportes
San Andrés posee una larga trayectoria deportiva, destacando sobre todos el veterano equipo de fútbol Club Deportivo San Andrés, fundado en 1930.
Existen además la sociedad de cazadores Cercado de San Andrés de Anaga, el grupo colombófilo Ala Roja, el equipo Anaga Fútbol-Sala y el Club de Piragüismo San Andrés del Atlántico-Surcamar.
También se suelen practicar en la zona deportes como el excursionismo, el parapente, las regatas de vela o el surf y el bodyboard.
Por otro lado, la primera escuela de juego del palo canario surgió en San Andrés hacia 1875 de mano de los hermanos Nicolás y José Morales, naturales y vecinos de la localidad. La Escuela de San Andrés derivaría durante el siglo xx en los estilos de lucha Déniz y Morales. 
Por su parte, al otro lado del barranco del Cercado se encuentra el Campo de Bochas de San Andrés. La localidad también cuenta con el Polideportivo Francisco Bello ubicado en el lugar que ocupaba el antiguo Colegio de Primaria de San Andrés, llamado popularmente "El Grupo".

### Fiestas

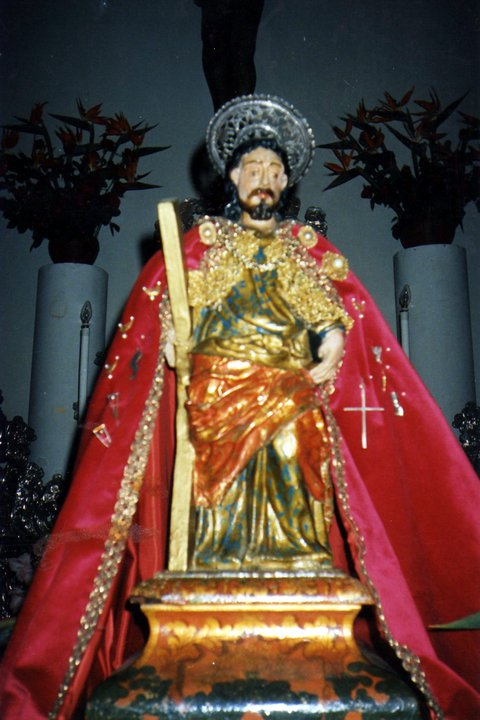
San Andrés Apóstol (patrón del pueblo).

La mayoría de las fiestas locales están relacionadas con actos religiosos del catolicismo. Las más importantes son:
- Fiestas patronales en noviembre y diciembre; se celebran las festividades de San Andrés Apóstol y Santa Lucía, incluyéndose también la celebración de Santa Cecilia. Aunque los días grandes son el 30 de noviembre y el segundo domingo de diciembre, las fiestas suelen abarcar casi la totalidad de ambos meses. La imagen de San Andrés es sacada en procesión en la víspera, el día principal y acompañando a Santa Lucía en la celebración de ésta, conocida como Octava de San Andrés. La procesión de Santa Cecilia se celebra el domingo siguiente al 22 de noviembre, desarrollándose actos musicales en su honor. Las fiestas patronales, que gozan de gran popularidad en la isla, incluyen verbenas, exhibiciones de fuegos artificiales y otros actos lúdico-culturales entre los que destaca la gala de elección del Rey y Reina de las Fiestas.

- Fiestas del Carmen el último domingo de julio; procesión de la imagen de Nuestra Señora del Carmen, que es embarcada para el tradicional paseo marítimo hasta Igueste de San Andrés. Se celebran verbenas y exhibiciones de fuegos artificiales. Es la segunda festividad más importante de la localidad, siendo nombrada la Virgen del Carmen compatrona de la misma en julio de 2012.[19]

- Semana Santa; destacan las procesiones del Viernes de Dolores, Martes y Jueves Santo, y las del Encuentro y del Santo Entierro del Viernes Santo. También cuenta con enorme popularidad la conocida Matraca que avisa en la madrugada del Viernes Santo para la procesión del Encuentro.

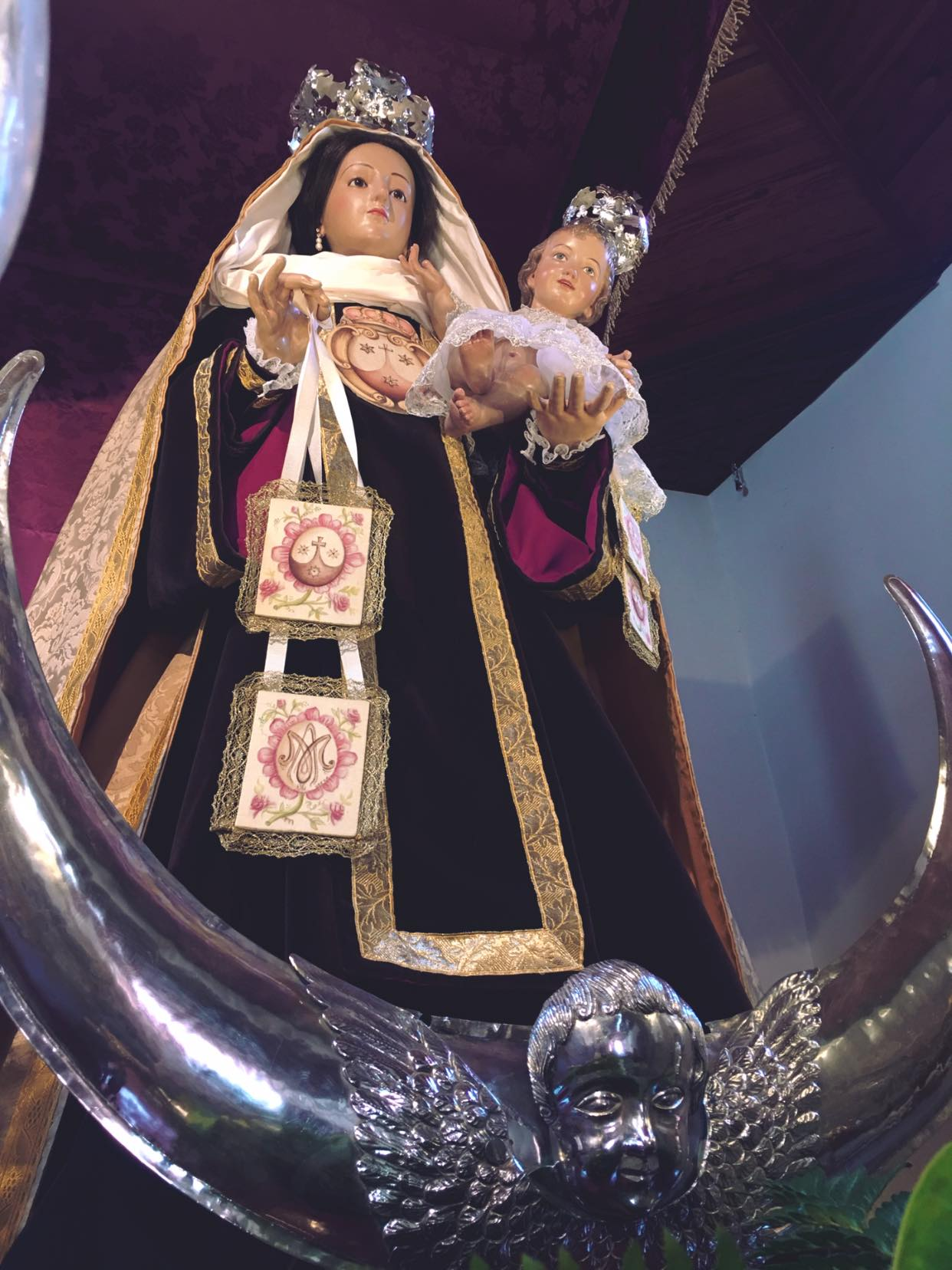
Virgen del Carmen, compatrona de San Andrés.

- Fiestas de María el último fin de semana de mayo; se conocen popularmente como Las Marías. Procesión de la imagen de la Virgen y ofrenda floral y folclórica a las puertas de la iglesia. Desde hace algunos años se vienen haciendo bailes de magos.

Otras celebraciones de cierta importancia son:
- Corpus Christi el domingo después de la fiesta de la Santísima Trinidad (fecha variable en el mes de junio); se celebra tradicionalmente la Primera Comunión y se adornan las calles con alfombras de sal, arena y flores.

- Hogueras de San Juan la noche del 23 al 24 de junio; los niños de la localidad hacen hogueras en el barranco próximo. Por su parte, la celebración municipal de este día se realiza en la playa de Las Teresitas.

- San Pedro Apóstol alrededor del 29 de junio; conocida popularmente como San Pedrito, con romería hasta la zona agrícola de La Limera y almuerzo festivo. En la actualidad hace años que no se celebra.

- Entierro de la Sardina la semana posterior a la celebración del carnaval de Santa Cruz; procesión de luto y quema de la Sardina.

- Misa del Gallo el 24 de diciembre; misa cantada y procesión de la imagen del Niño Jesús mientras se cantan villancicos.

Fuera de las celebraciones de ámbito religioso se realizan festivales culturales y folclóricos, así como ferias de artesanía, espectáculos musicales y exposiciones de arte, generalmente organizados a lo largo del año por los distintos colectivos vecinales de la localidad.

## Infraestructura urbana

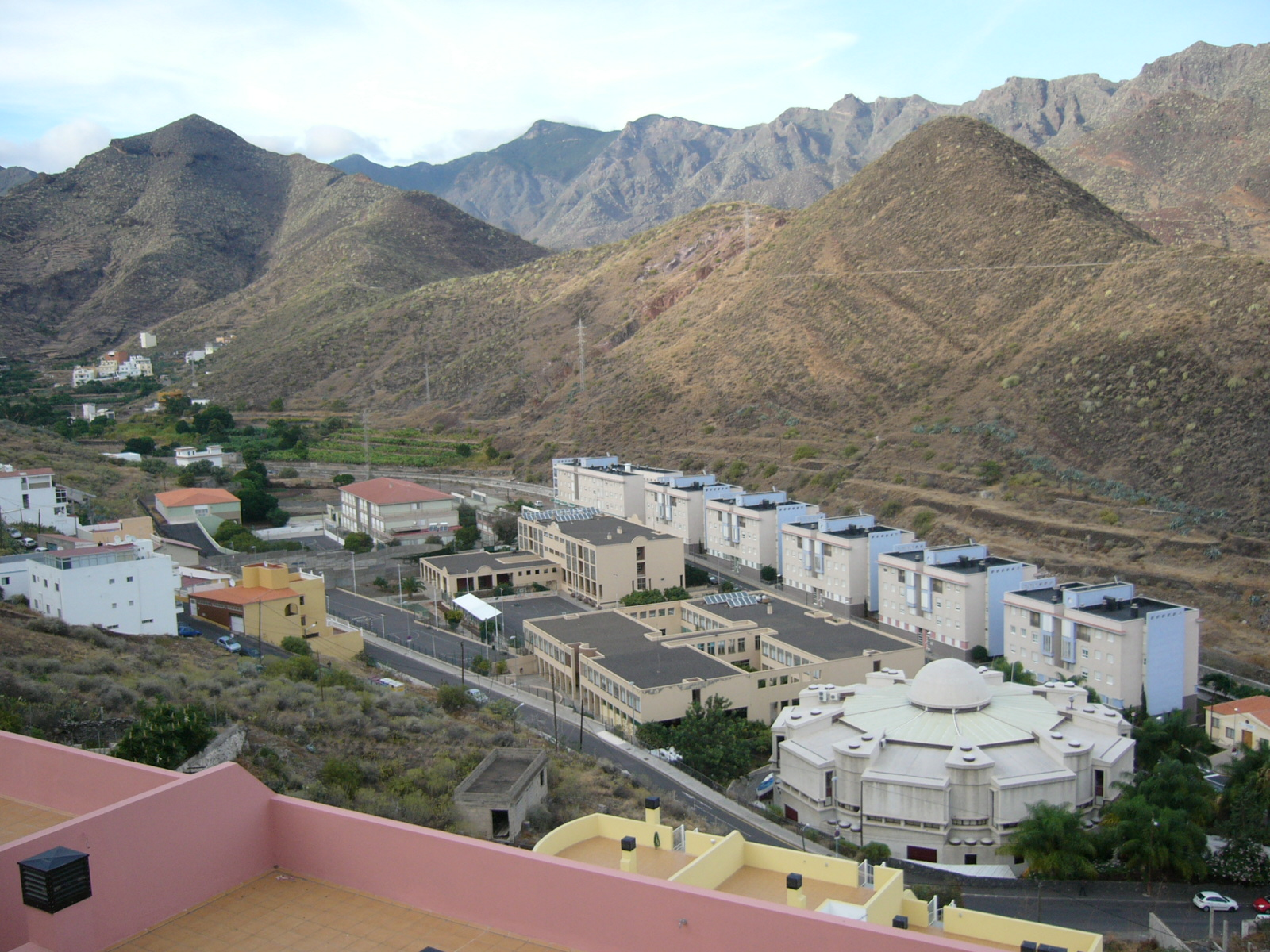
El Cercado, lugar donde se encuentran los centros educativos, sanitarios y culturales de San Andrés.

Esta localidad cuenta con varios centros educativos como el Colegio de Educación Infantil y Primaria San Andrés, el Instituto de Educación Secundaria San Andrés y el Instituto Marítimo Pesquero de Santa Cruz de Tenerife, con un consultorio periférico, con los centros culturales de San Andrés, Ibaute y La Torre; y con infraestructura administrativa representada por la sede de la concejalía del distrito de Anaga en el Edificio Infobox y por la oficina descentralizada del Ayuntamiento de Santa Cruz en el centro sociocultural de San Andrés.
Aunque gran parte de la localidad dispone de redes de alumbrado público, saneamiento y distribución de agua de consumo, algunos núcleos como La Ladera, El Regente o Las Barranqueras presentan deficiencias o inexistencia de estos servicios. El agua potable se almacena en dos depósitos reguladores, que se surten de pozos y galerías de los valles. Las aguas residuales son tratadas mediante desbaste en una estación de bombeo ubicada junto al Castillo de San Andrés antes de su vertido al mar, existiendo un proyecto de construcción de una estación depuradora en la zona de Jagua. Hay una subestación eléctrica en la Dársena Pesquera y antenas de radiodifusión y telefonía móvil próximas a El Suculum. En cuanto a los residuos urbanos, cuenta con contenedores de reciclaje dispersos por la localidad, así como con un punto limpio en la Zona Industrial de Jagua.
Existen a su vez otros servicios como un tanatorio, una oficina de Correos, una sucursal bancaria, una residencia de estudiantes, varios comercios de autoservicio, una gran oferta de bares y restaurantes, peluquerías, tiendas, un parque infantil, farmacia, quioscos, etc.
En la Dársena Pesquera se encuentran un puerto deportivo y un varadero, así como el nuevo edificio del Centro Oceanográfico de Canarias que posee una planta experimental de acuicultura.

### Comunicaciones

#### Carreteras
Se encuentra comunicado principalmente por la carretera Autovía de San Andrés TF-11 y por la Carretera Norte San Andrés-La Laguna TF-12, que también lleva a Taganana y a los caseríos del interior del macizo de Anaga. La carretera de Igueste TF-121 parte de San Andrés y es la que conecta El Suculum, la playa de Las Gaviotas, El Balayo e Igueste de San Andrés con el resto de la isla.

#### Transporte público

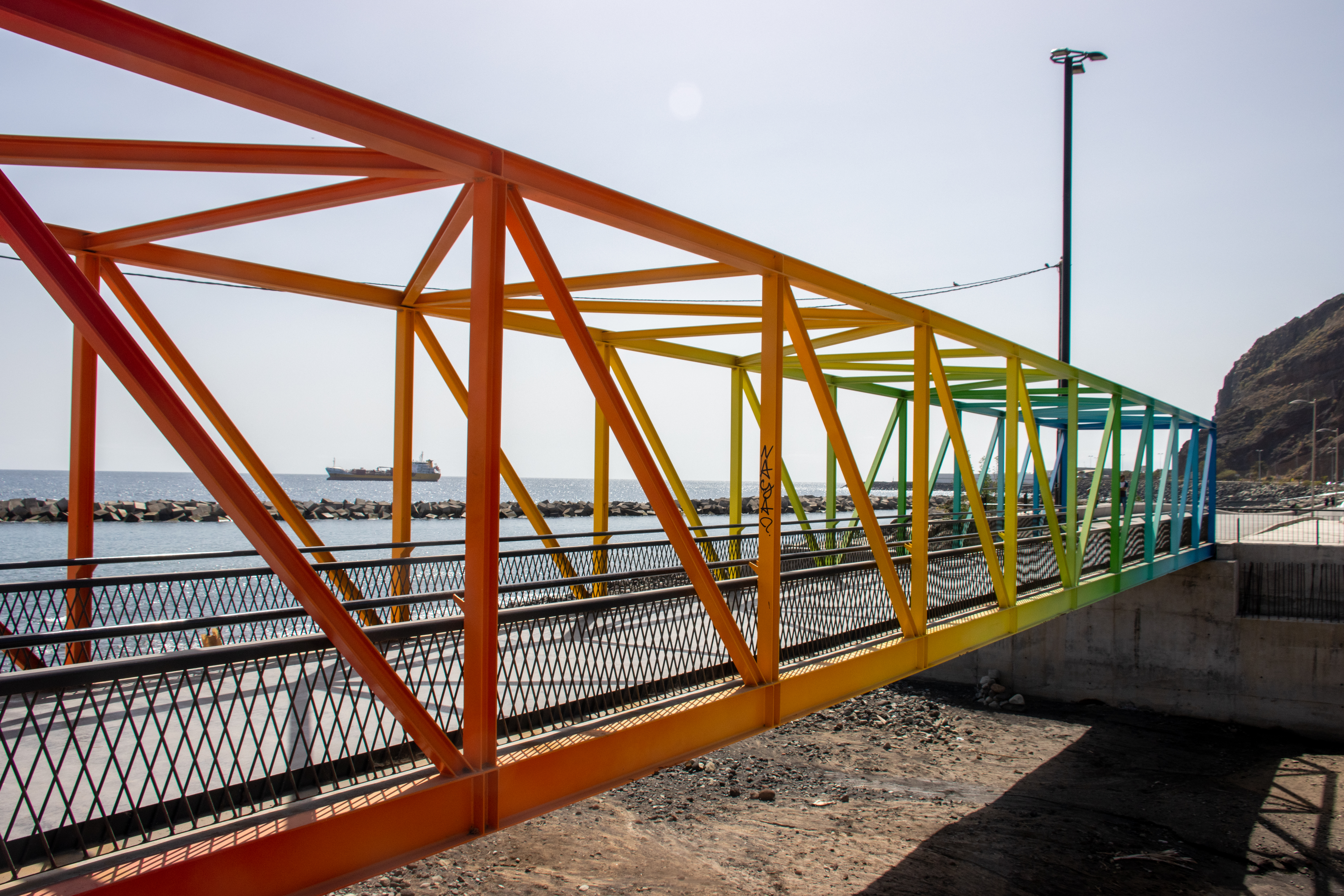
Puente multicolor que une peatonalmente la playa de Las Teresitas con el núcleo de San Andrés.

El pueblo cuenta con parada de taxi en la calle del Dique.
En autobús —guagua— queda conectado mediante las siguientes líneas de TITSA:
| Línea | Trayecto                                                          | Recorrido     |
| ----- | ----------------------------------------------------------------- | ------------- |
| 910   | Santa Cruz (Intercambiador) - San Andrés - Playa de Las Teresitas | Horario/Línea |
| 945   | Santa Cruz - San Andrés - Igueste de San Andrés                   | Horario/Línea |
| 946   | Santa Cruz - San Andrés - Taganana - Almáciga                     | Horario/Línea |
| 947   | Santa Cruz - San Andrés - El Bailadero - Chamorga                 | Horario/Línea |

#### Otros
La localidad cuenta además con un embarcadero situado en la playa de Las Teresitas que permite su conexión por mar en embarcaciones de esloras comprendidas entre los 6 y los 10 m.
Asimismo, está contemplada la creación de una línea de tranvía que conectaría la playa de Las Teresitas con el barrio de Añaza.
Varios puentes atraviesan los barrancos del Cercado y Las Huertas en el centro del casco urbano de San Andrés. Los más importantes son: el llamado Puente de Taganana construido en la década de 1930, llamado así porque es la principal vía para acceder al Macizo de Anaga desde Santa Cruz. Este puente es parte de la llamada Carretera de Taganana (TF-12) que enlaza el pueblo de San Andrés con Taganana. Otro puente importante para el tráfico rodado es el que enlaza San Andrés con la playa de Las Teresitas construido en 2016. También de ese año data el puente o pasarela peatonal de hierro ubicada en la desembocadura del barranco del Cercado a la altura de la Avenida Marítima y del Castillo de San Andrés. Este puente fue creado para servir de enlace peatonal entre el casco del pueblo y Las Teresitas y destaca su diseño en celosía y su llamativo color arcoíris.

## Historia

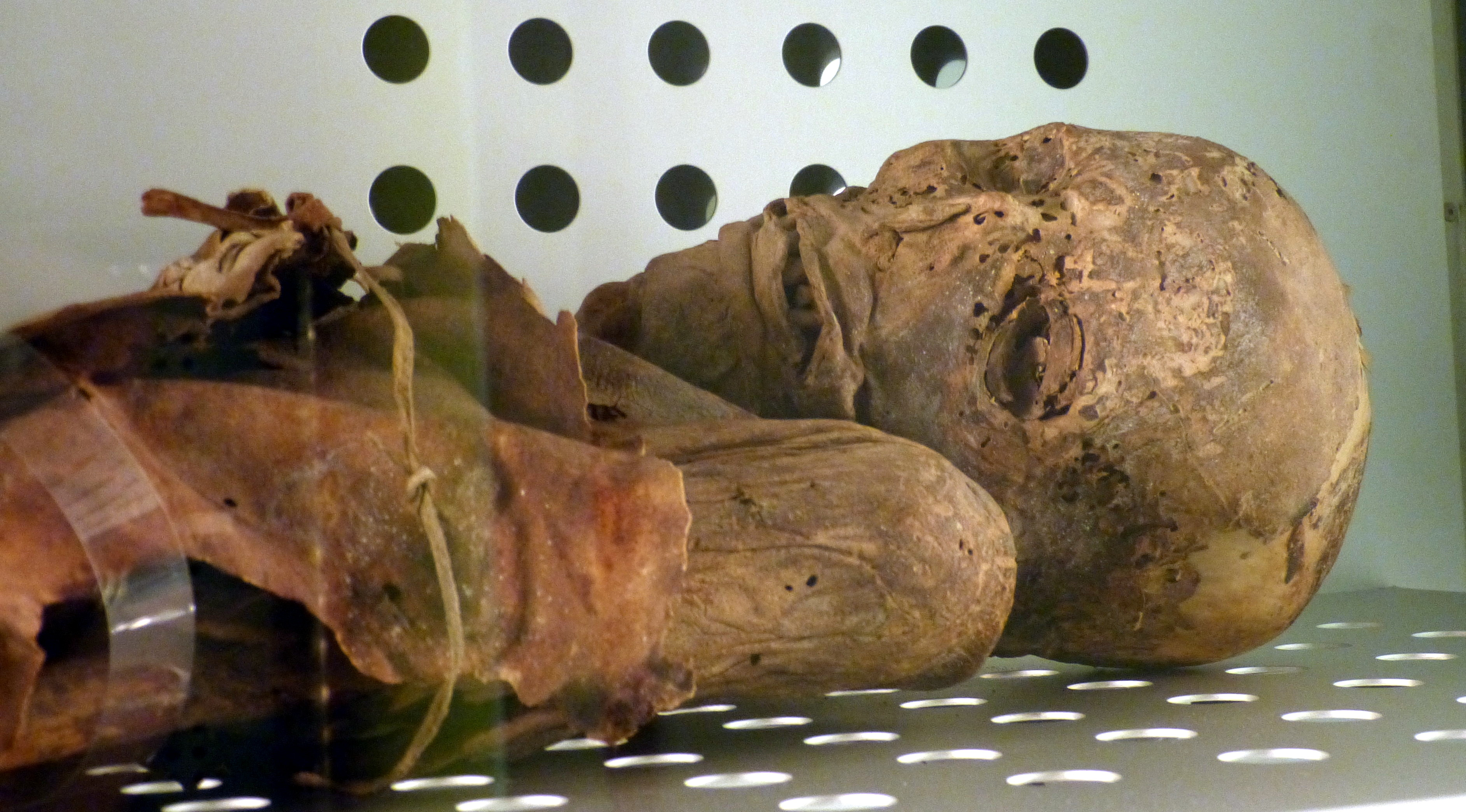
La llamada "Momia de San Andrés" es una momia guanche encontrada en una cueva a las afueras del pueblo de San Andrés, de ahí su nombre. Es el principal vestigio de la historia aborigen de la región y en la actualidad se conserva en el Museo de la Naturaleza y el Hombre de Santa Cruz de Tenerife.

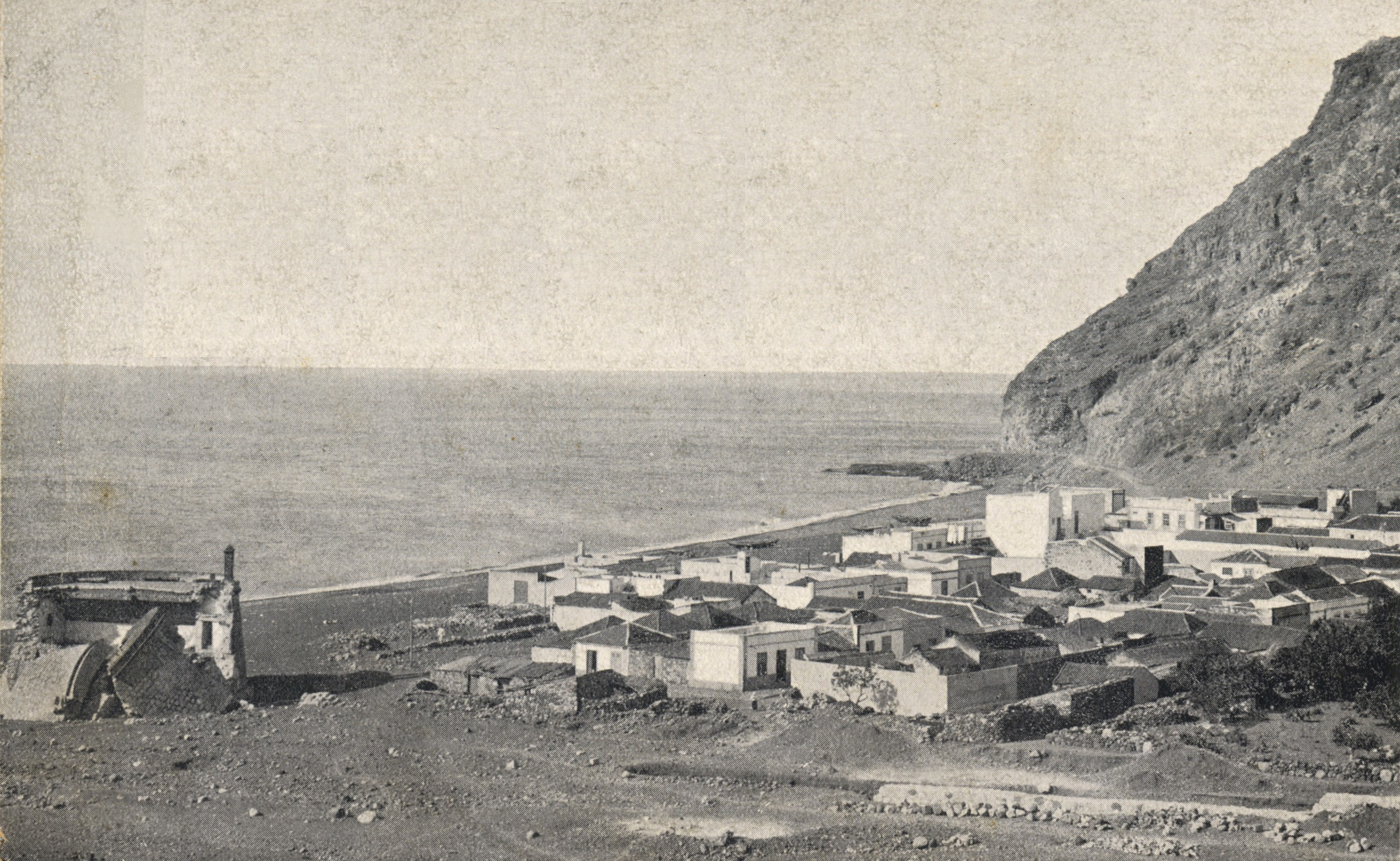
El pueblo de San Andrés a principios del siglo xx.

La zona sobre la que actualmente se asienta San Andrés ha sido objeto de ocupación humana desde la época guanche (desde hace aproximadamente 2000 años), según atestiguan los yacimientos arqueológicos encontrados en la zona, como la célebre Momia de San Andrés o las necrópolis y cuevas de habitación encontradas en las montañas que rodean la localidad. Esta región pertenecía al Menceyato de Anaga, siendo uno de los lugares del mismo que concentraban mayor población por su abundancia de agua y pastos. Según las fuentes contemporáneas, una de las cuevas donde residía el mencey de Anaga se encontraba en el valle de San Andrés. En la época de la conquista, este mencey era Beneharo.
Después de la conquista, el primer vecino y fundador de San Andrés fue Lope de Salazar en 1498, al obtener tierras en el valle durante el repartimiento. Junto a él llegaron su hermano Sancho de Salazar y otros parientes, así como colonizadores procedentes sobre todo de Fuerteventura. Diego de Ibaute y su familia, guanches de la anterior nobleza de Anaga que consiguieron tierras en el repartimiento, también se encuentran entre los primeros habitantes de la localidad —el apellido Baute, surgido a partir de esta familia, sigue muy vivo en San Andrés—.

Lope de Salazar, Sancho de Salazar, Gonzalo el Real y Pedro Domo [sic]. Por lo mucho que habéis servido a Sus Altezas y a mí en su nombre y por lo que espero... vos hago gracia de un valle que se dice el de las Higueras... para vos y para vuestro hermano Sancho de Salazar, y para vuestro yerno Gonzalo el Real y si algún vecino cupiere más será Pedro Domo vuestro cuñado que ha de venir a vivir a esta isla; queda para otros dos vecinos que vos traeréis. 8-II-98 años.
Las Datas de Tenerife (Libros I a IV de datas originales). Elías Serra Ráfols.

En 1518 se nombran los cargos de alcalde y alguacil para el lugar, dotándolo de cierta independencia administrativa y judicial. Por estas fechas cuenta ya con ermita propia dedicada a San Andrés Apóstol, que será reconstruida y ampliada entre 1662 y 1680.
En el siglo xvii el rey Carlos II, otorga a Cristóbal Lázaro Salazar de Frías y Espinosa, maestre de campo, caballero de la Orden de Calatrava, y marqués de Estremiana, el título nobiliario de Condado del Valle de Salazar, haciendo referencia a una finca propiedad del I conde que se ubicaba en la localidad de San Andrés. Este título nobiliario perdura en la actualidad en la persona de XI conde, Tomás Salazar de Frías y de Ascanio que lo ostenta desde el año 2000.
Durante el siglo xviii se lleva a cabo la consolidación del núcleo como entidad de población diferenciada, gracias principalmente a la fortificación del valle a partir de 1706 y a la fundación parroquial en 1747. Hasta ese momento, el Valle de Salazar o de San Andrés había adquirido la reputación de «puerto de piratas» debido a que el lugar era utilizado como desembarcadero por las numerosas naves de salteadores que frecuentaban las aguas canarias por esta época.

El Valle de San Andrés es un lugar anexo a la parroquia de Santa Cruz, distante una legua. Se compone de 80 vecinos comprendidos los del valle de Igueste. Tiene una capilla a donde un religioso de santo domingo dice misa y los vecinos vienen a Santa Cruz por los sacramentos. Tienen poco comercio, no teniendo que pocos campos y viñas en este valle de San Andrés. A la orilla del mar hay una torre demolida que no tiene cimientos y es de piedra seca y barro, hay tres piezas de artillería de hierro de pequeño calibre que no sirve para dicho puesto. Se necesita al lugar de la referida torre una batería para seis o siete piezas de cañón de hierro de el calibre de veinticuatro libras de bala, para embarazar al enemigo de dar fondo a la boca de dicho valle, a donde tienen acostumbrados los navíos de tomar agua, que es muy abundante, muy buena y de tal calidad que se mantiene hasta Indias sin corromperse. Si no se hace una batería en dicho paraje, el enemigo puede saltar a tierra y saquear el lugar. Las embarcaciones deben arrimarse a dicho valle para dar fondo en Santa Cruz
Descripción geográfica de las Islas Canarias (1740-1743) de Dn. Antonio Riviere y su equipo de ingenieros militares. Juan Tous Melia.

En 1797 San Andrés participará en la defensa de la isla frente al ataque del almirante Horacio Nelson, al enviar milicianos de la localidad al puerto de Santa Cruz y al evitar con su castillo el asalto de los ingleses por esta parte de la costa.
En 1803 el recién constituido municipio de Santa Cruz de Tenerife se hizo con el territorio de San Andrés de manera fraudulenta, incorporándolo a su jurisdicción. En 1813, amparado en la Constitución de Cádiz, la localidad consigue constituirse en municipio independiente tomando el nombre oficial de Valle de San Andrés. Su jurisdicción abarcaba las tierras comprendidas entre el margen izquierdo del barranco del Bufadero hasta el roque de Antequera, separándose del también municipio de Taganana por la cumbre dorsal de Anaga. Igueste y parte del valle del Bufadero eran, por tanto, antiguos pagos de San Andrés.

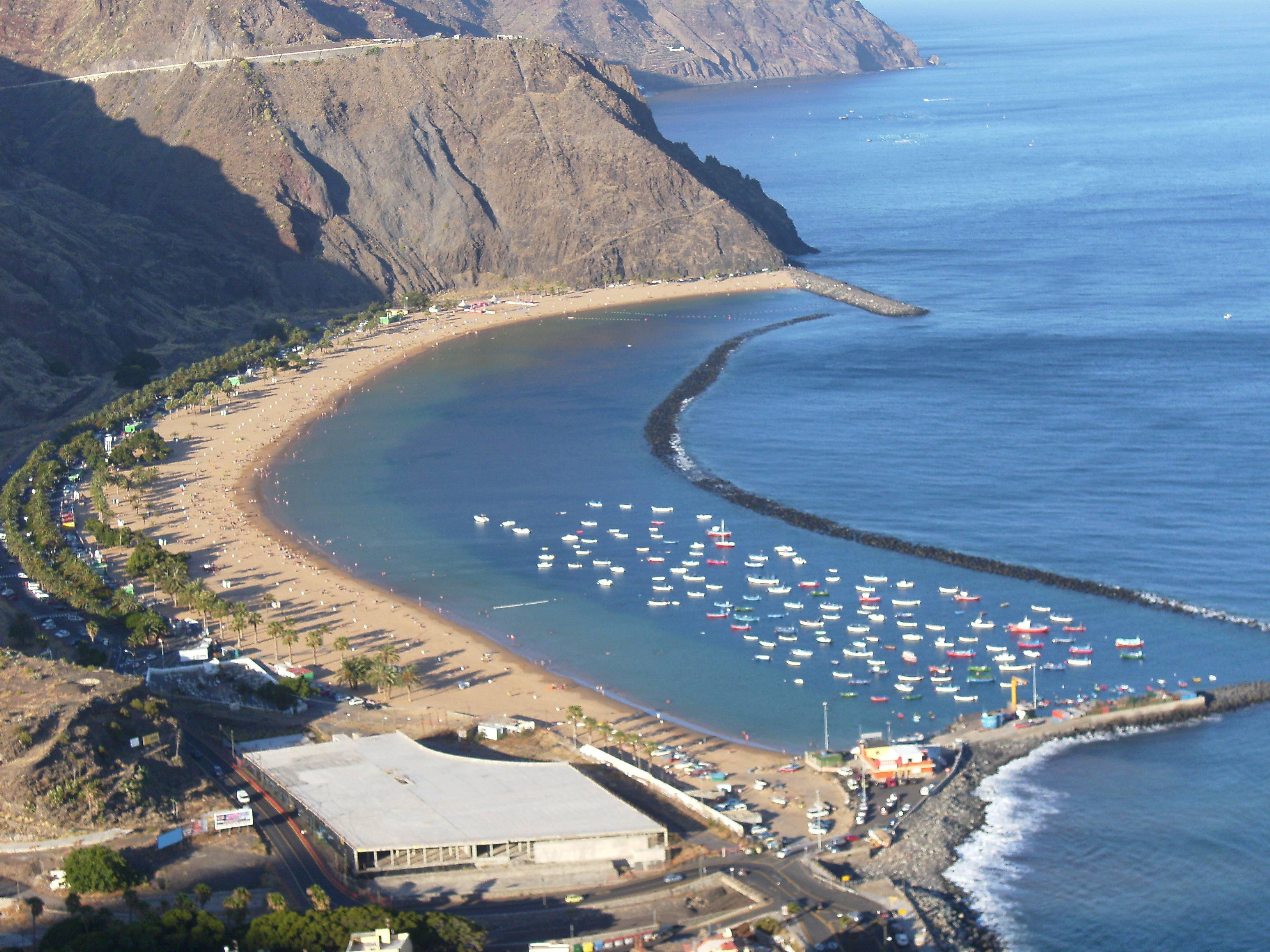
Playa de Las Teresitas, eje del desarrollo de San Andrés.

Conservó este carácter de municipio hasta 1850, fecha en la que se anexiona definitivamente a Santa Cruz de Tenerife al no contar con medios económicos para sufragar sus gastos. Posteriormente y hasta épocas recientes ha habido intentonas de emancipación que no se han materializado.
Debido tanto a su pasado histórico diferenciado de la capital como a su relativo aislamiento hasta fechas recientes —la primitiva carretera no llega a la localidad hasta 1901, siendo bastante peligrosa por discurrir por acantilados costeros—, los habitantes de San Andrés han mantenido una fuerte identidad de pueblo, con un marcado carácter luchador e independiente. Esto se pone de manifiesto al haber sido la localidad un reconocido bastión del comunismo en las décadas de 1960, 1970 y 1980.
La localidad mantiene el estilo de vida tradicional a lo largo de la primera mitad del siglo xx. Durante la Guerra Civil y la posguerra, San Andrés vive momentos de dura represión y se convierte en lugar de ajusticiamiento de los contrarios al régimen franquista.
En los años 60 desaparecen el juzgado de paz y su registro civil, la alcaldía pedánea y se clausura el cementerio. En los años 70 comienza el desarrollo moderno de la localidad gracias a la mejora en las comunicaciones al finalizarse la Autovía de San Andrés, y a la ejecución de un Plan parcial que comienza a dotar la zona de servicios públicos, todo ello ligado al interés especulativo en torno a la playa de Las Teresitas.
Desde los años 60, pero sobre todo en los años 2000, se ha intentado transformar la localidad en un gran centro turístico relacionado con la playa de Las Teresitas, con proyectos que han incluido la remodelación de la playa, urbanizaciones de lujo, hoteles, centros comerciales y una marina deportiva de alto standing. Sin embargo, todo ello se encuentra desde hace algunos años paralizado al estar inmerso en procesos judiciales por supuestas irregularidades de las administraciones involucradas.
El siglo xxi se caracteriza por el estancamiento en el desarrollo de la localidad motivado tanto por los procesos judiciales antes mencionados como por la crisis económica que atraviesa el país.

### Cronología
- Antes de 1494: Los guanches habitaban la región donde posteriormente se asentaría San Andrés.
- 1494-1496: Época de la conquista de Tenerife. San Andrés es lugar de enfrentamientos entre castellanos y guanches.
- 1498: Lope de Salazar es datado en San Andrés.
- 1503: Se efectúa la división del ganado de la Isla en cuadrillas, la quinta parte corresponde a la demarcación de Ibaute (San Andrés). Asentamiento de primeros colonos en el valle.
- 1505-1510: Construcción de la Ermita de San Andrés.
- 1506-1507: Epidemia de peste en Santa Cruz que se expande hacia San Andrés.
- 1508: Se declara una epidemia entre los guanches de Anaga, sobre todo entre los Baute de San Andrés.
- 1515: Se abre el "Camino Real" a San Andrés, que era muy peligroso, estando construido sobre la vereda de los guanches.
- 1518: 12 de junio, el Cabildo de Tenerife nombra un alcalde pedáneo para San Andrés.
- 1520: La ermita se menciona en los documentos como "Nuestra Señora de Salazar".
- 1562: Se confirma que en la ermita se da culto a San Andrés y Santa Lucía.
- 1607: Se comienza a pensar en fortificar el valle con un castillo.
- 1619: Aparece fechado un bautizo en la ermita de San Andrés.
- 1659: Debido a una gran sequía es trasladada la imagen de San Andrés Apóstol en rogativa a San Cristóbal de La Laguna.
- 1706: Primera cita sobre la existencia del Castillo de San Andrés.
- 1747: 14 de febrero, el Obispo Juan Francisco Guillén otorga a la ermita de San Andrés el rango de parroquia.
- 1769: Una avenida del barranco arruina por segunda vez el Castillo.
- 1779: La explotación forestal y el hacer ollas de barro constituyen las principales fuentes de riqueza del pueblo.
- 1797: Ataque del almirante Horacio Nelson, el Castillo de San Andrés hunde parte de su flota.
- 1802: Predomina la economía cerealista en el valle. El plátano es el tercer producto en importancia, detrás de la batata y el ñame.
- 1812: Una plaga de langostas azota Tenerife, especialmente a la zona de Anaga.
- 1813: San Andrés consigue la segregación de San Cristóbal de La Laguna y se convierte en un municipio independiente.
- 1843: Empieza la decadencia en la elaboración de ollas.
- 1850: 16 de enero, San Andrés se anexiona al municipio de Santa Cruz de Tenerife.
- 1878: Un nuevo aluvión arruinó el Castillo, por lo que se ordenó su desartillado por R. O. del 25 de julio de 1878.
- 1887: Comienzan las obras de la carretera de San Andrés.
- 1893: Una epidemia de cólera morbo obliga a habilitar un nuevo cementerio.
- 1895: Se declara un incendio en los montes de San Andrés.
- 1898: 28 de octubre, otro aluvión terminó de arruinar el Castillo, dejándolo en el estado que actualmente se encuentra.
- 1920-1930: Llega el servicio telefónico a San Andrés.
- 1931: Plaga de langostas.
- 1936: Llega la luz eléctrica al pueblo.
- 1939: Febrero, se termina la carretera de San Andrés.
- 1940: Comienza a construirse con mayor intensidad en La Montaña o Ladera.
- 1944: 22 de octubre, se produce unas lluvias torrenciales que afectaron a San Andrés y en mayor medida a Taganana, llamado popularmente "Saturno".
- 1949: El Castillo es decladaro Patrimonio Histórico Español.
- 1954: Nueva plaga de langostas en Anaga.
- 1960-1970: Nace San José de El Suculum. Se cierra el cementerio de San Andrés.
- 1961: 27 de julio, es aprobado el Plan Parcial de Ordenación de San Andrés y de su playa.
- 1962: Una plaga de langostas azota Anaga.
- 1965: La Virgen de Candelaria (Patrona de Canarias), recorre todos los pueblos de Tenerife, el lunes 4 de enero de ese año llega a San Andrés, la Virgen pernocta dos noches en la Iglesia de San Andrés, hasta el día 6 que puso rumbo hacia Igueste, pasando antes junto al Castillo de San Andrés. También en este año comienza a crearse la Dársena Pesquera y la carretera nueva.
- 1967: Se cierra el Juzgado de Paz de San Andrés, la Alcaldía Pedánea y se retira la policía local.
- 1985: Se cierra la Casa-Cuartel de la Guardia Civil de San Andrés.
- 2002: 6 de enero, un oleaje rompe el Muellito. 31 de marzo, lluvias torrenciales inundan San Andrés.
- 2005: 29 de noviembre, la tormenta tropical "Delta" se deja sentir en el pueblo, que queda a oscuras durante una semana.
- 2007: Surge el caso "Las Teresitas". La efigie de San Andrés Apóstol se ausencia del pueblo durante cuatro meses para su restauración, es recibida el 3 de noviembre con diferentes actos.
- 2009: 30 de julio, arden 50 hectáreas de tierras en los altos de San Andrés.
- 2011: Oleaje en la Avenida Marítima de San Andrés inunda parte del litoral del pueblo.
- 2016 y 2018: Graniza en San Andrés.

## Patrimonio histórico

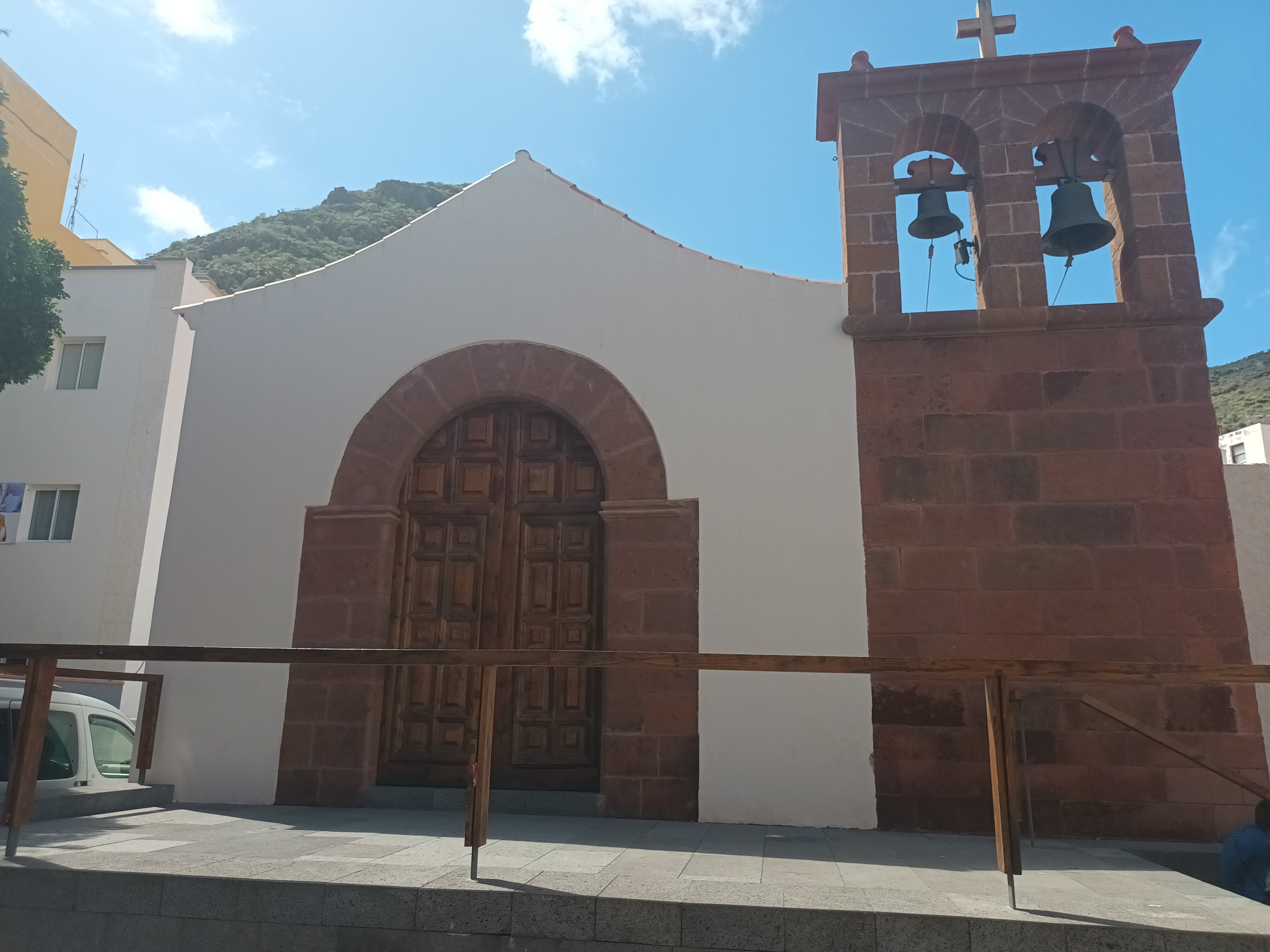
Iglesia de San Andrés Apóstol.

En su medio milenio de existencia, la localidad de San Andrés ha logrado conservar algunas de las joyas del patrimonio histórico más importantes del municipio de Santa Cruz, e incluso de la isla de Tenerife.
Hay que destacar la iglesia de San Andrés Apóstol, que es el edificio más antiguo del pueblo, del siglo xvii. Se trata de un templo de estilo tradicional canario, de una nave con capilla bautismal adosada en un lateral. Los orígenes de este templo se remontan a la primitiva ermita levantada por el conquistador Lope de Salazar a comienzos del siglo xvi, de la cual hoy no se conservan restos. La iglesia cuenta con tres destacadas piezas de arte históricas: la imagen del santo patrono del pueblo, San Andrés Apóstol, perteneciente a los talleres populares del siglo xvii y protagonista de rogativas en las calamidades públicas que afligían a la localidad en tiempos pasados; el Santo Cristo del Cegato realizado en madera de naranjo en el siglo xix por un escultor local que padecía ceguera; y el Retablo de las ánimas del Purgatorio, obra que data de 1850 y fue sufragada con las limosnas de los fieles de San Andrés e Igueste.
El castillo o torre de San Andrés es el edificio más emblemático de la localidad. Su origen se remonta a 1697 cuando se propuso levantar una torre en el valle de San Andrés, para protegerlo de posibles ataques piráticos. Si bien, no se pudo construir por cuestiones económicas. Se considera que una primitiva torre fue levantada en 1706, pero ya en 1740 fue arruinada por una de las impetuosas avenidas de los barrancos próximos. La actual construcción data de 1769. Originalmente la torre tenía un foso a su alrededor así como un puente levadizo de madera de tea con clavos de bronce. El castillo jugó un papel importante durante la Batalla de Santa Cruz de Tenerife de 1797.
Otras construcciones históricas destacables son la hacienda de Cubas, finca señorial del siglo xviii que nació con los dineros de las Américas, y que fue construida sobre un lugar de reunión guanche o tagoror y la antigua escuela Estévez, primer centro público de enseñanza de la localidad, construido hacia 1933 bajo unos cánones encuadrados dentro del estilo ecléctico. Destaca el campanario, el cual es el reloj público del pueblo y que fue la construcción más alta de San Andrés.

## Lugares de interés
- Arquitectónico e histórico:
  - Iglesia de San Andrés Apóstol (1662-1680)
  - Castillo de San Andrés (1769)
  - Hacienda de Cubas (siglo xviii)Castillo de San Andrés, declarado Patrimonio Histórico Español.

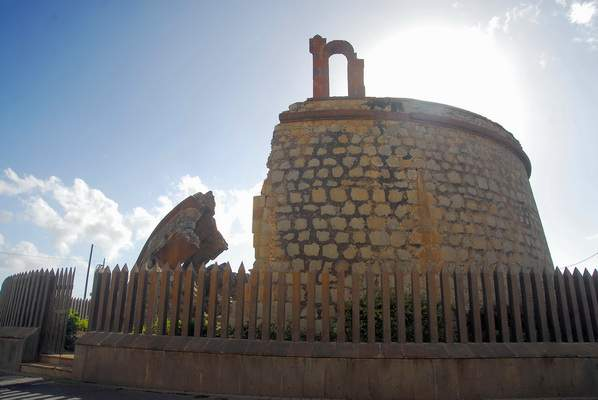
Castillo de San Andrés, declarado Patrimonio Histórico Español.

  - Lagares de toba volcánica (siglo xviii)
  - Cementerio (1894-1910)
  - Escuela Estévez (1933)
  - Puente de Taganana (1939)
  - Batería de Costa y búnkeres militares (1940)
  - Muelle embarcadero (1944)
  - Puente multicolor (2016)

- Natural:
  - Barranco del Cercado
  - Barranco de Las Huertas
  - Palmeral del Cercado
  - Los Órganos
  - Montes del Cresal, Las Quebradas y Aguas de San Andrés
  - Acantilados costeros entre San Andrés e Igueste
  - Miradores de Los Órganos, Montaña Chamuscada y El Cresal

- Ocio y esparcimiento:
  - Avenida Marítima de San Andrés y avda. de Pedro Schwartz (La Muralla)
  - Polideportivo Francisco Bello (El Grupo)
  - Dársena Pesquera
  - Áreas recreativas de Las Quebradas y Rosa Sosa
  - Albergue Montes de Anaga[42]
  - Playa de Las Teresitas, Las Gaviotas y Cueva del Agua

## Varios

### Bandera

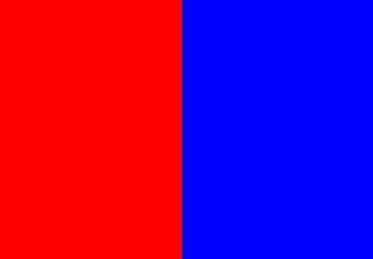
Bandera de San Andrés, basada en la antigua bandera municipal.

La antigua bandera municipal estaba dividida diagonalmente desde la esquina inferior del lado del asta a la esquina superior del exterior de la bandera, formando dos triángulos. El superior es de color rojo, siendo el inferior de color azul. Centrado a lo largo de la línea divisoria está el escudo municipal.
Otro diseño, el más popular, muestra la enseña dividida en dos franjas verticales, con los colores antes citados y en ocasiones con el escudo del pueblo en el centro en color blanco. En este diseño la franja de color rojo está situada más próxima al mástil, mientras que la azul se encuentra más alejada.
Actualmente ambos diseños continúan usándose como enseña de la localidad, siendo utilizados por ejemplo por el Club Deportivo San Andrés en su bandera y equipaje.

### Canción popular
Existe una canción popular titulada ¡Viva San Andrés!, que se ha convertido en el himno del pueblo:

"San Andrés lindo y pesquero, / el de las blancas casitas, / que se miran luminosas / allá por las Teresitas. / Si las sirenas supieran / dónde se esconde un lucero, / quedarían para siempre / en mi pueblo marinero. / ¡Viva San Andrés y los pescadores! / ¡Viva mi morena, ramito de flores! / Que yo tengo un barco / valiente y ligero. / ¡Qué viva mi barco, / mi barco velero!"

### En la cultura popular
La localidad se ha hecho popular debido a las visitas y grabaciones de importantes cantantes y celebridades:
- En febrero de 1991, la banda irlandesa U2 visitó Tenerife. Los miembros de la banda realizaron una visita a San Andrés y la playa de Las Teresitas. El cementerio de la localidad apareció en las promociones de su álbum Achtung Baby.[43]
- En mayo de 1993, se celebró en la playa de Las Teresitas el Festival Amanecer latino, el cual reunió artistas de la talla de Celia Cruz, Óscar D'León, Rosario Flores, New York Band y otros cantantes americanos y españoles. Dicho festival fue emitido a nivel nacional por Televisión Española.[44]
- En septiembre de 2023, los actores Henry Cavill y Jake Gyllenhaal filmaron la película In the Grey en varias localizaciones de San Andrés.[45]
- En junio de 2024, el cantante Ed Sheeran grabó un videoclip de su canción Tenerife Sea en la costa de San Andrés.[46]

### Galería

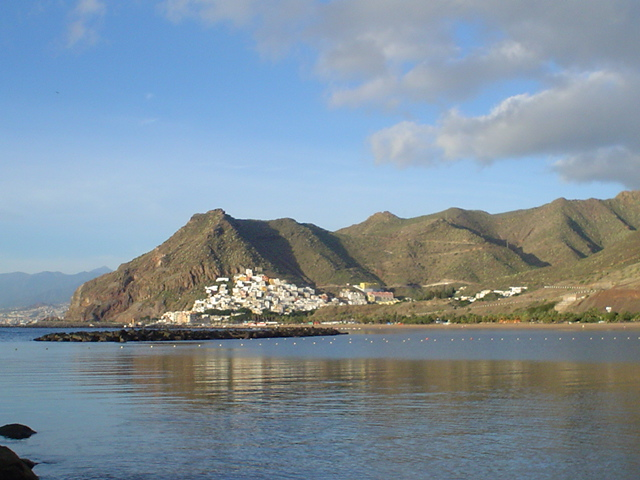
Imagen del pueblo desde la playa de Las Teresitas.
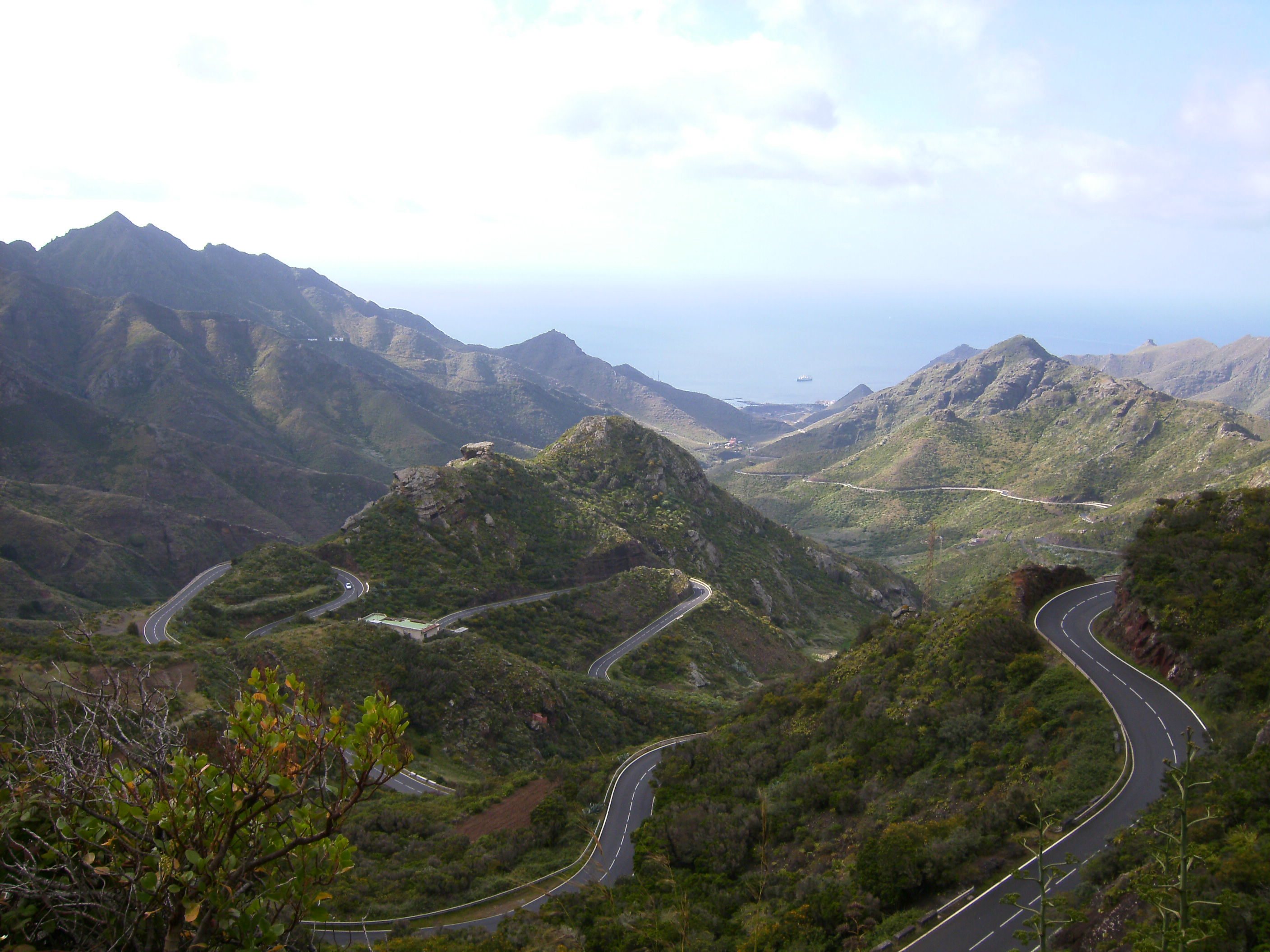
Valle de Las Huertas, con la sinuosa carretera de Taganana.
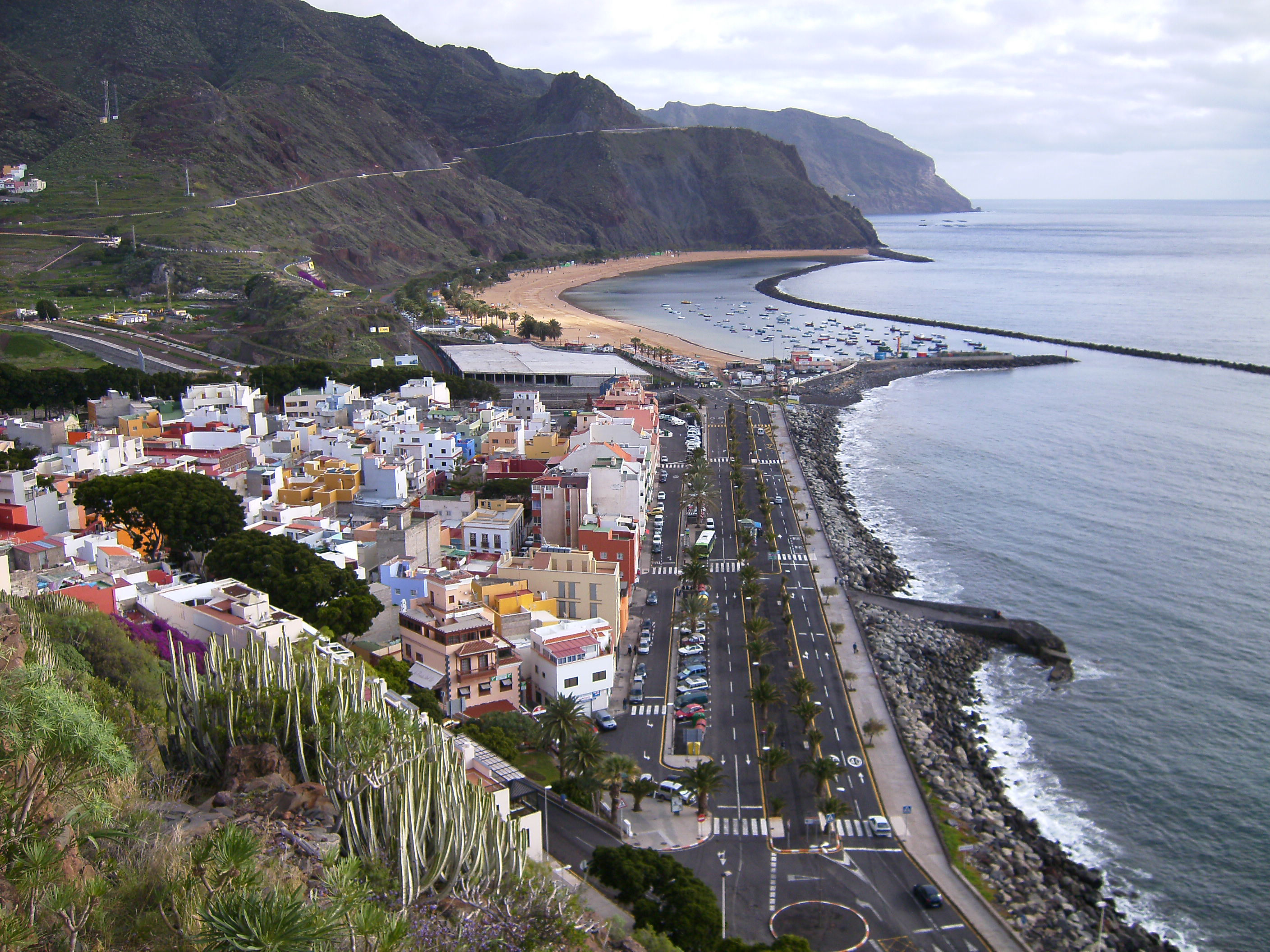
Frente costero de San Andrés, con la avenida Marítima.
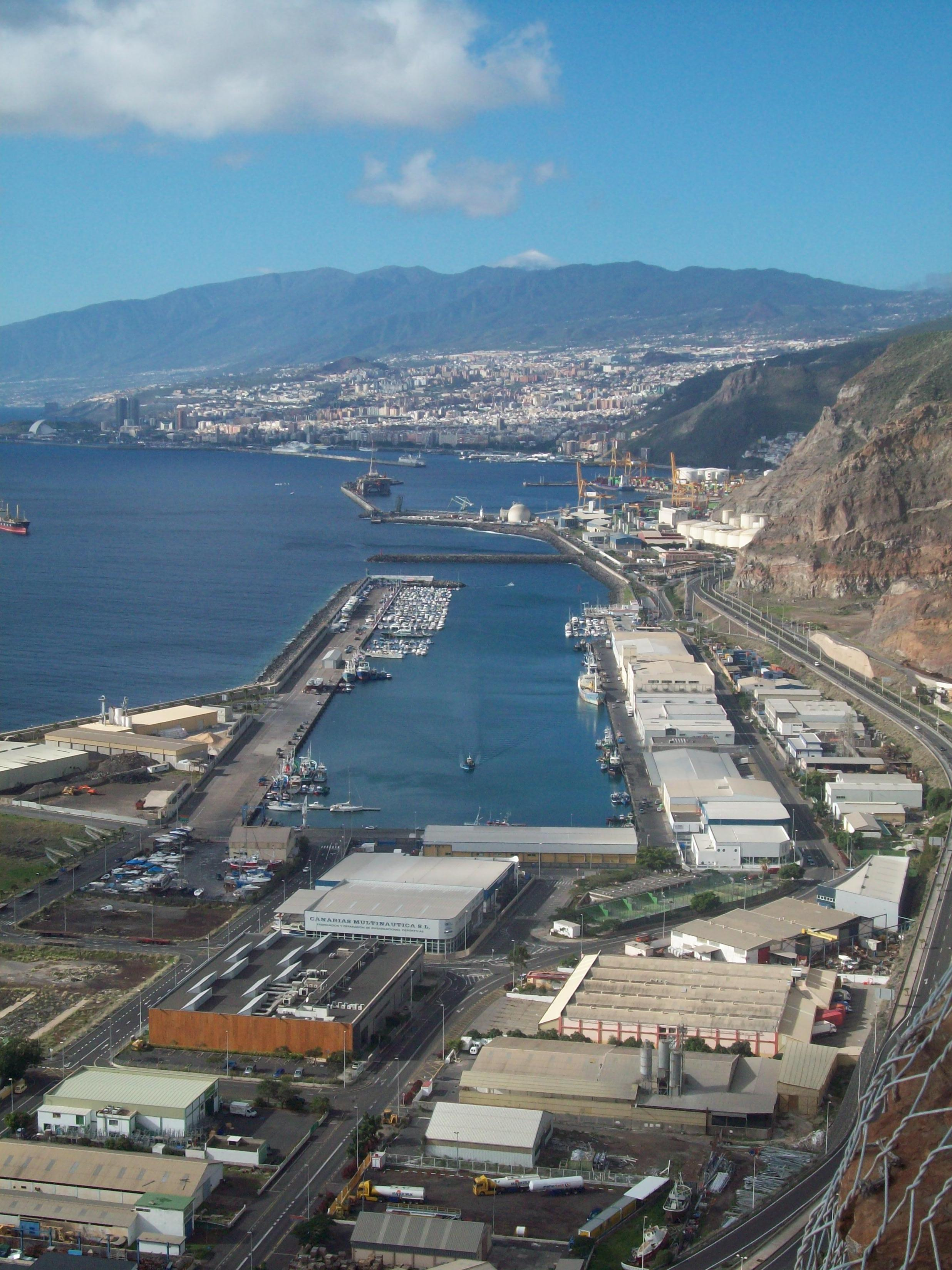
Dársena Pesquera, con Santa Cruz de Tenerife y el Teide nevado al fondo.
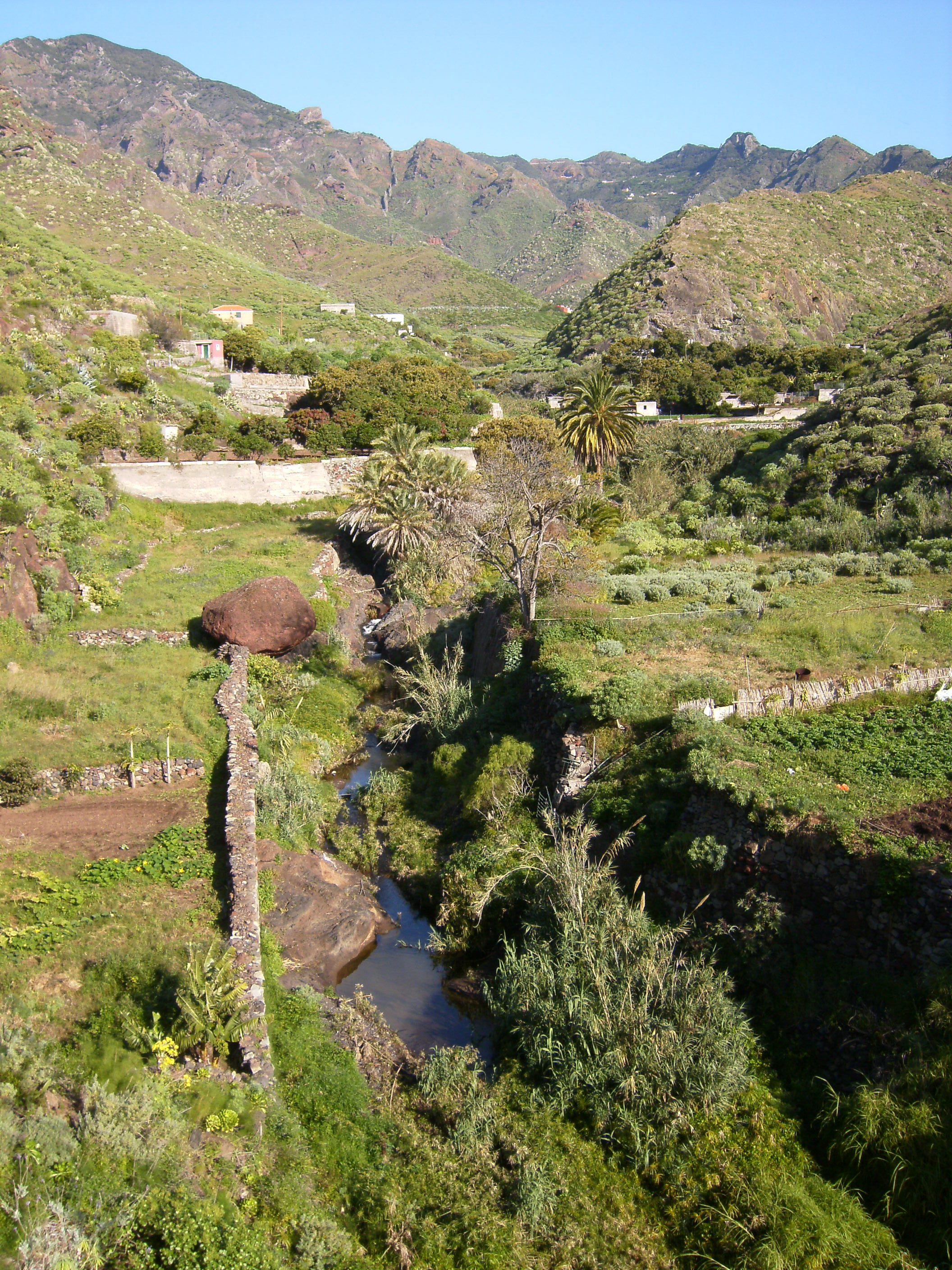
Barranco del Cercado.
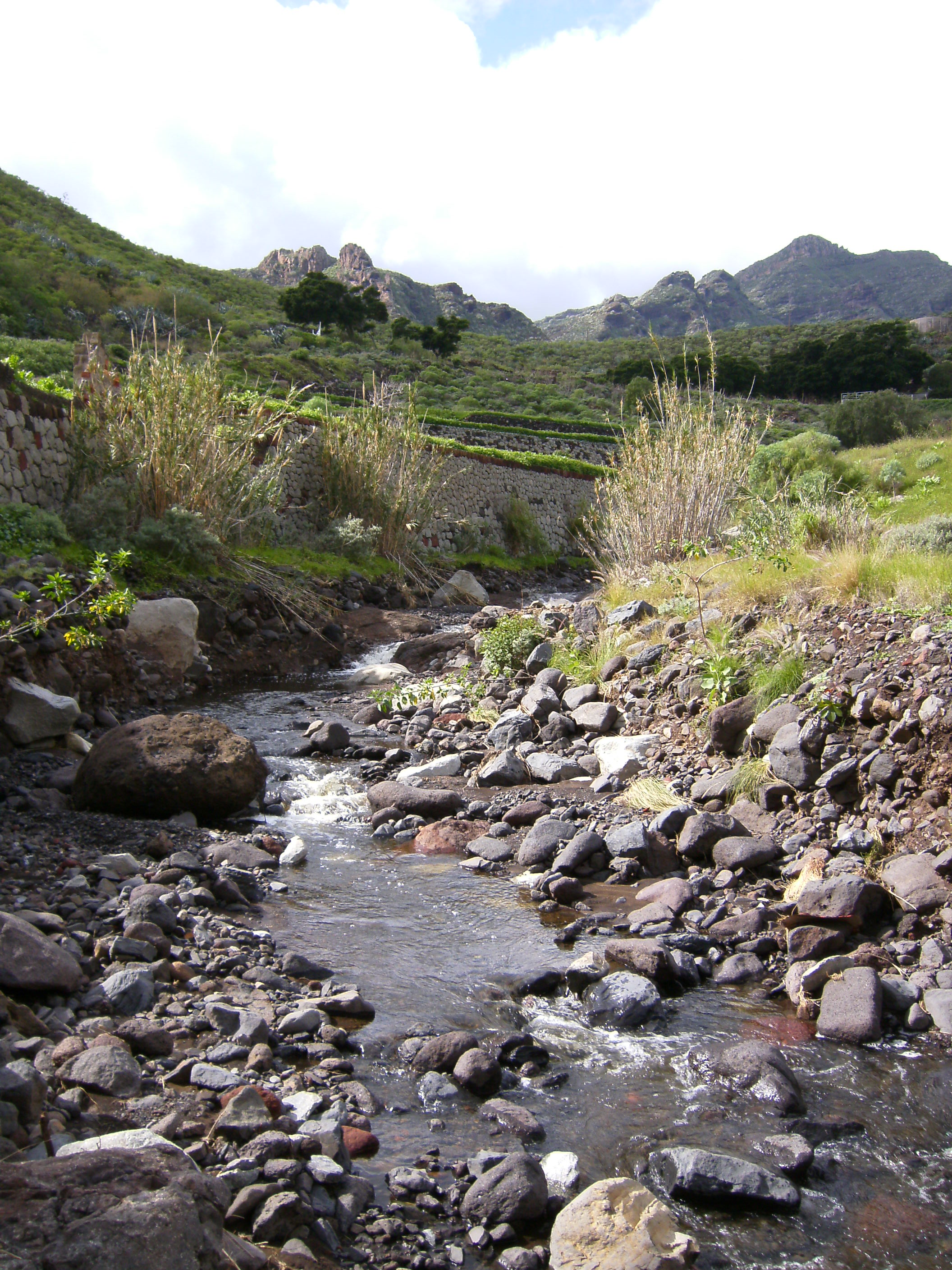
Barranco de Las Huertas.
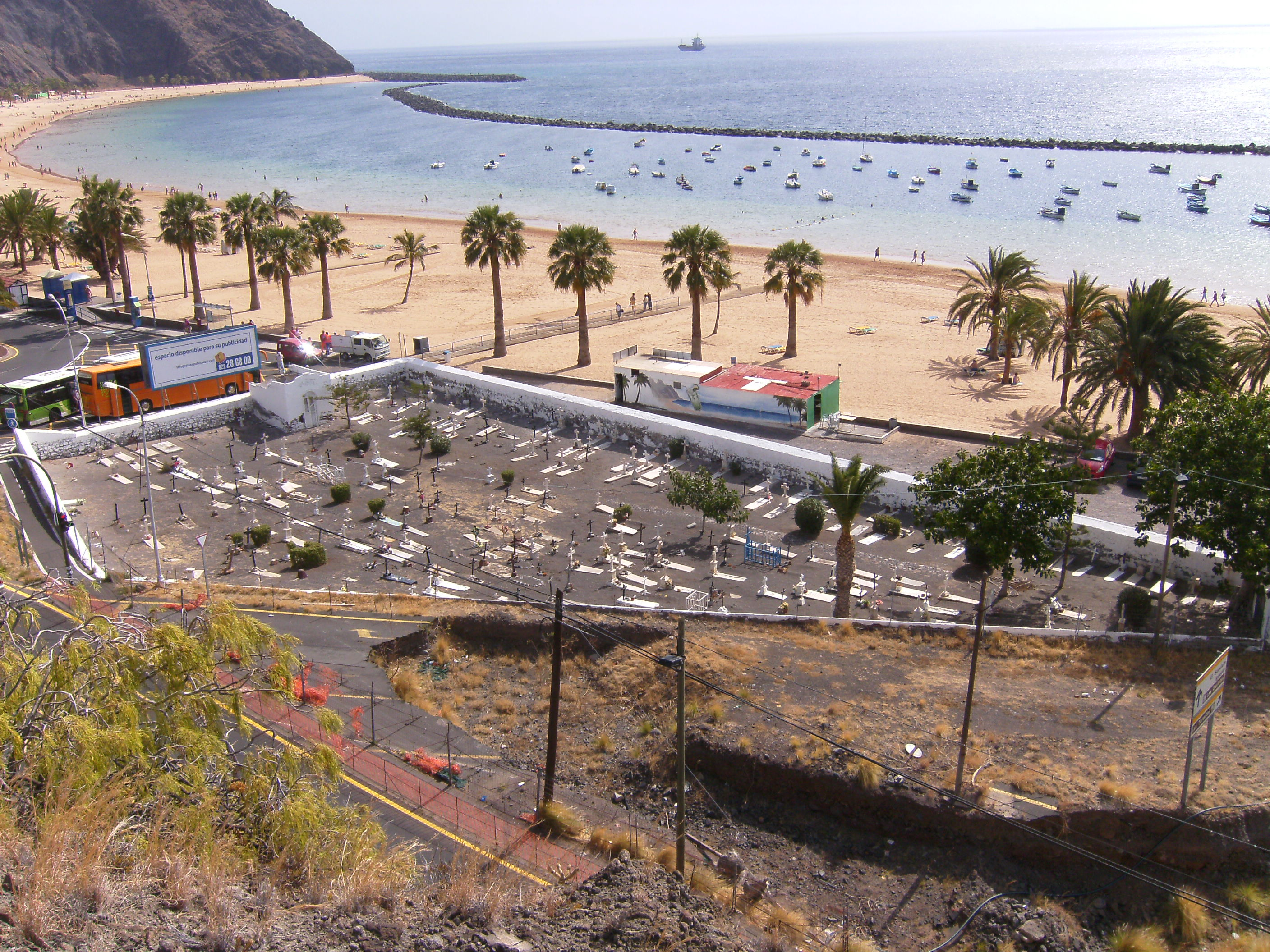
Cementerio de San Andrés junto a Las Teresitas.
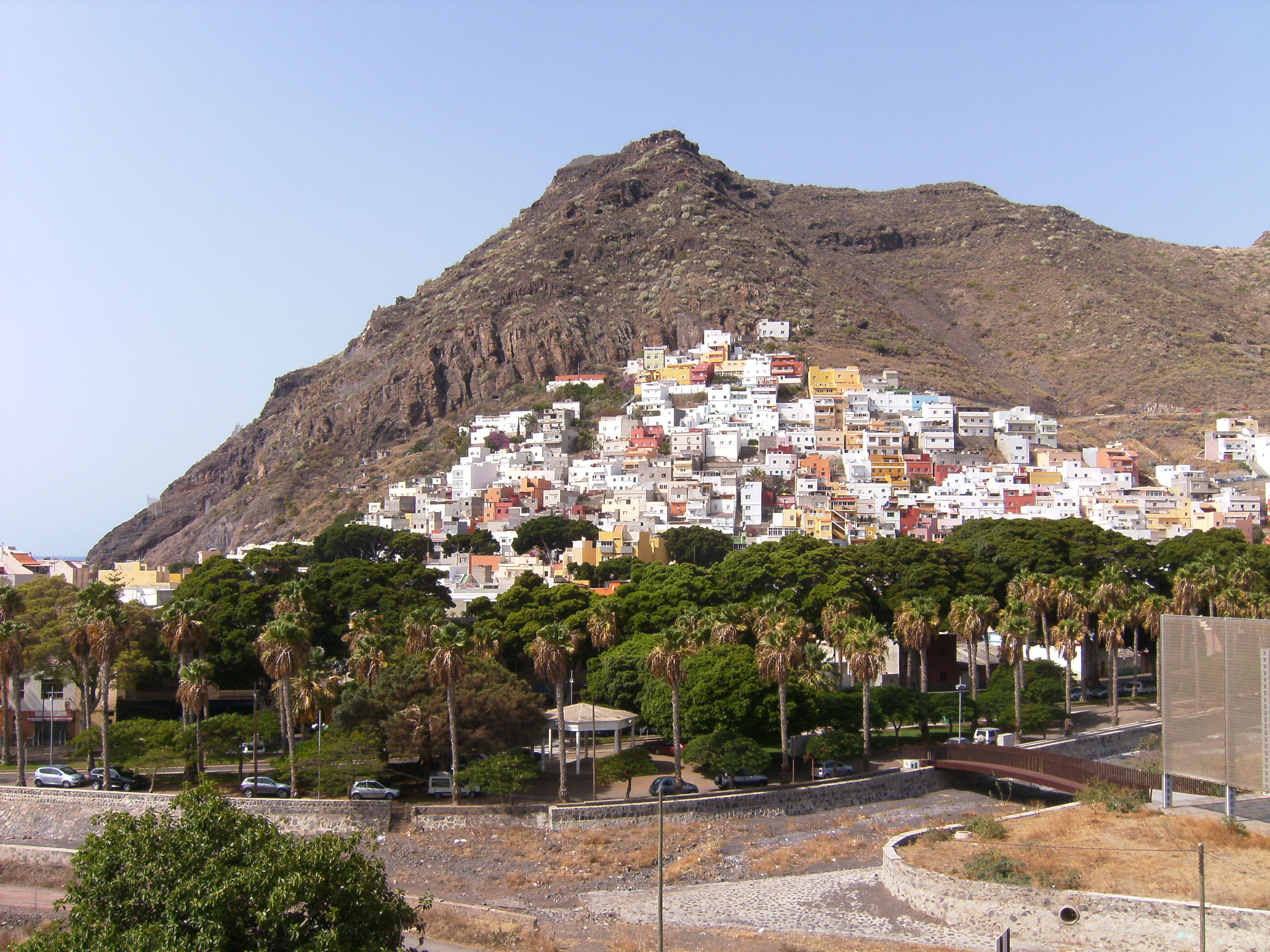
El núcleo de La Ladera. En primer término, el Parque de La Muralla.
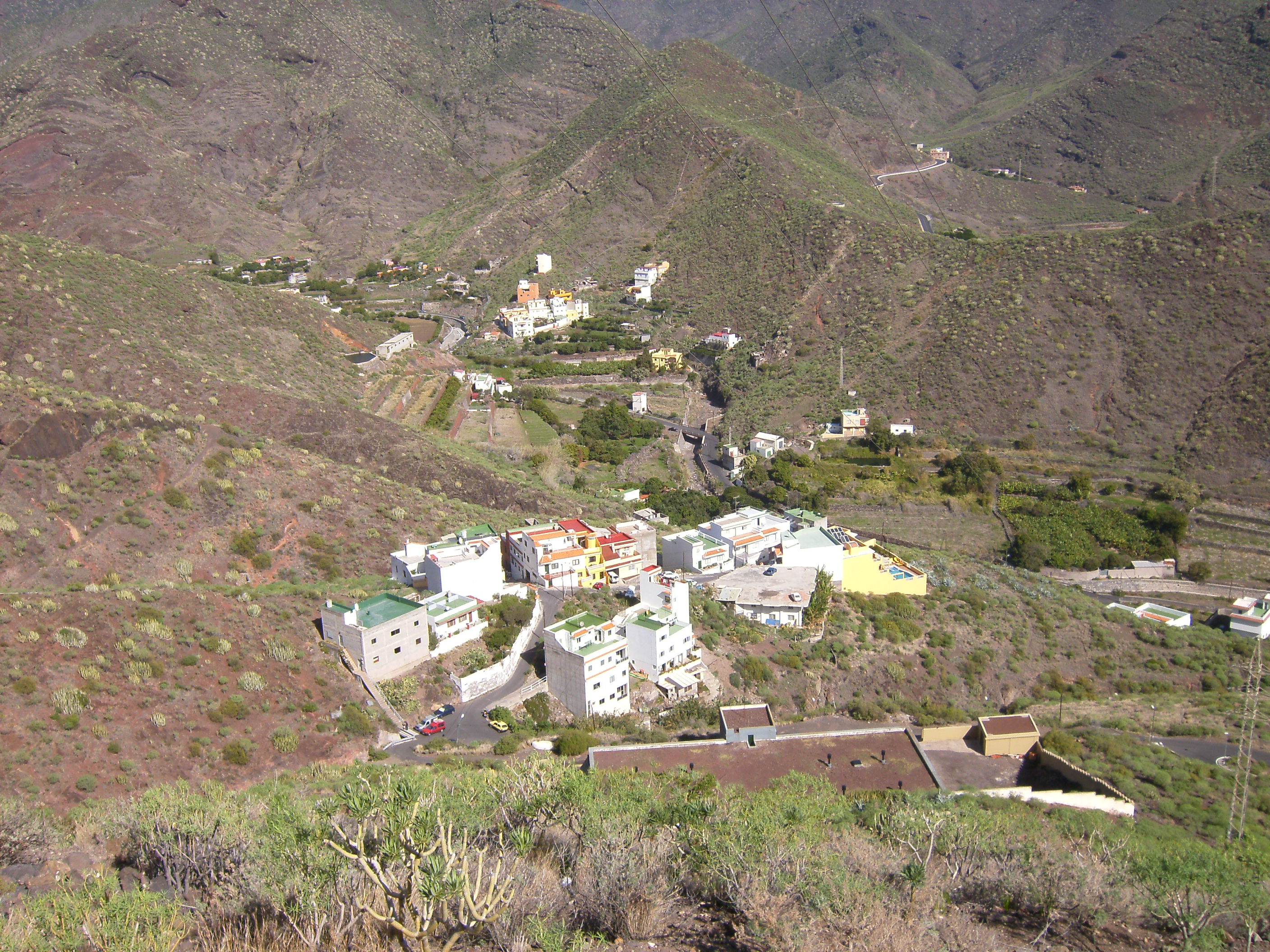
Los núcleos de Las Barranqueras y El Regente.
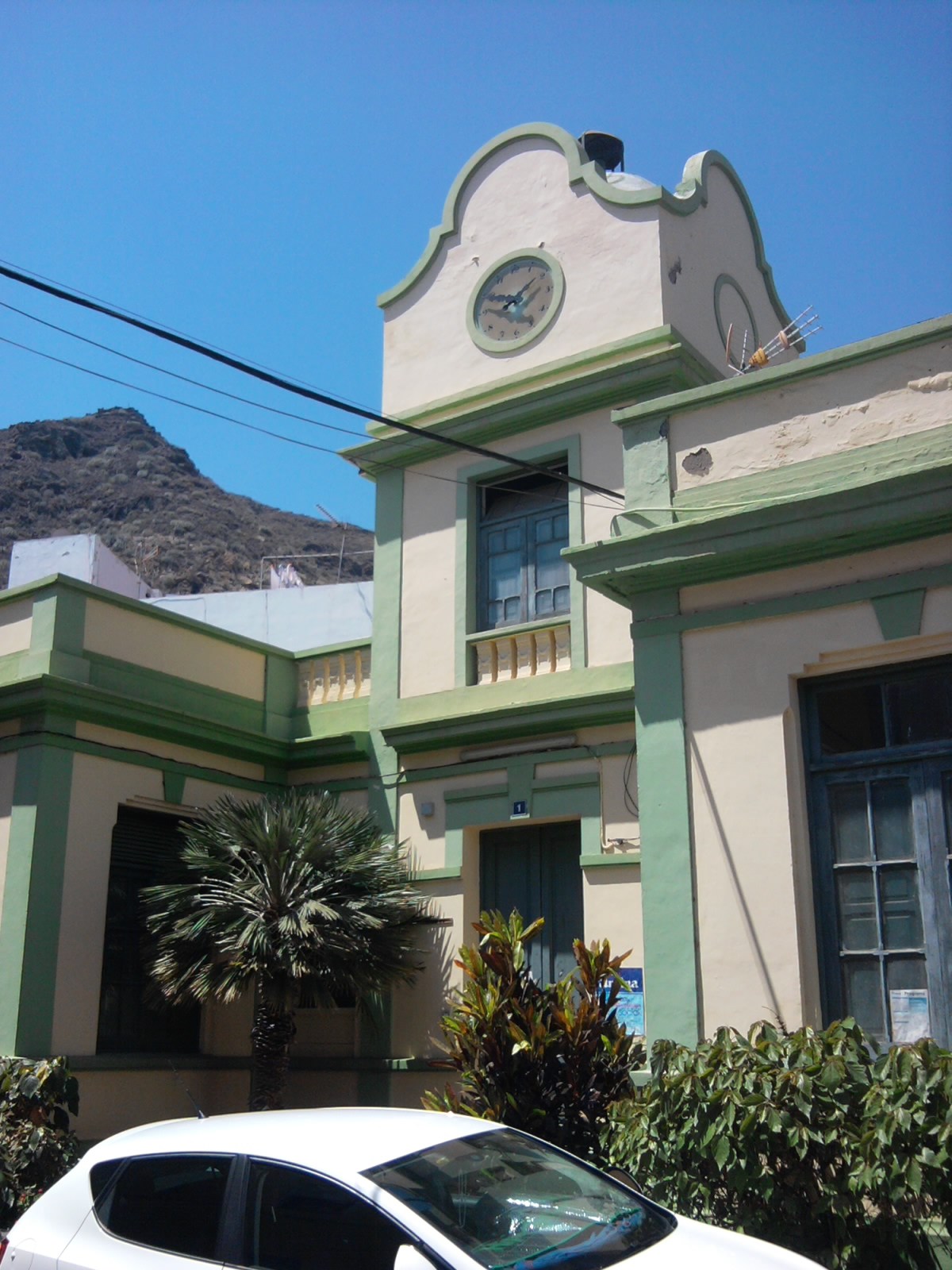
Antigua Escuela Estévez, más conocida como La Torre.
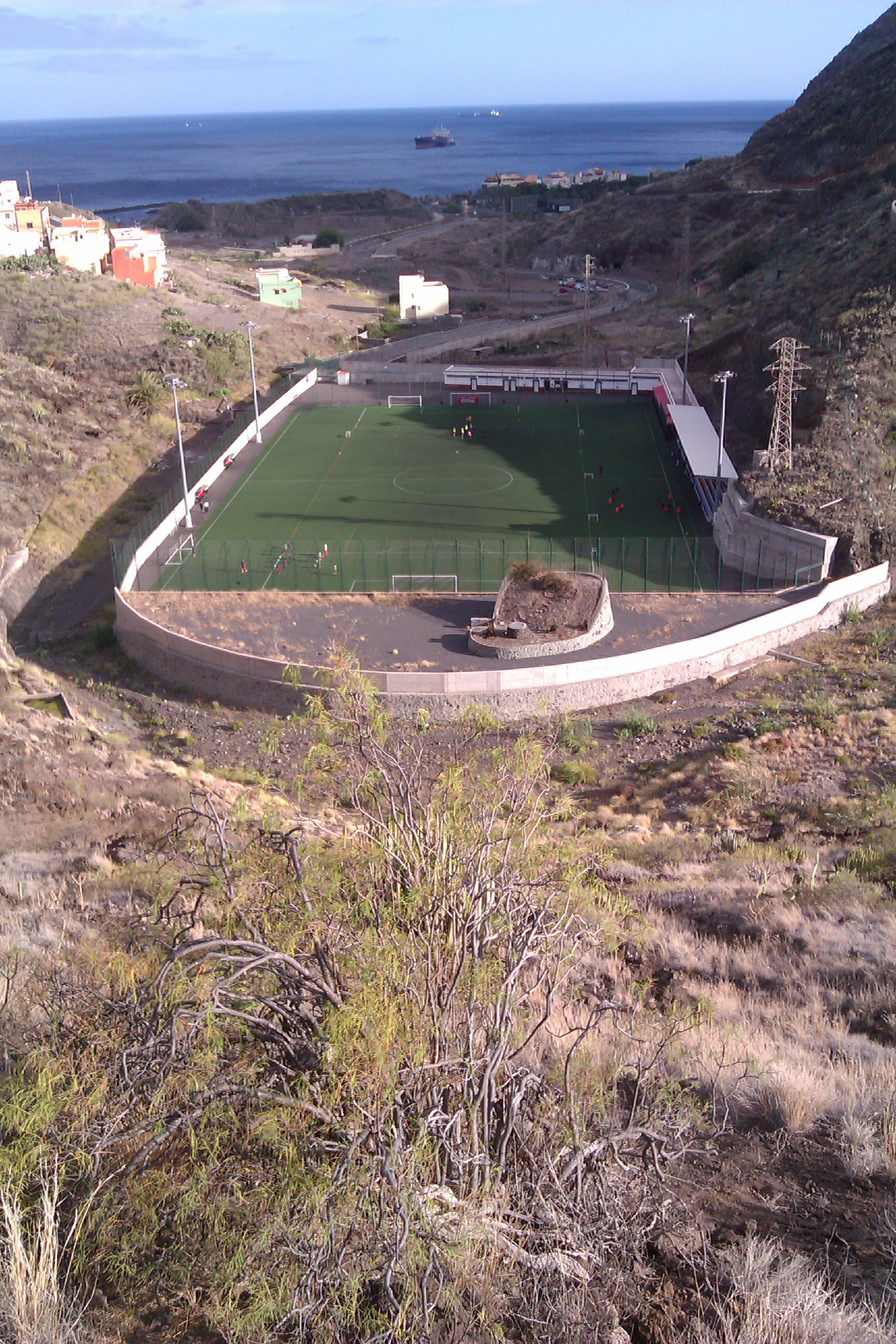
Campo de fútbol de San Andrés.
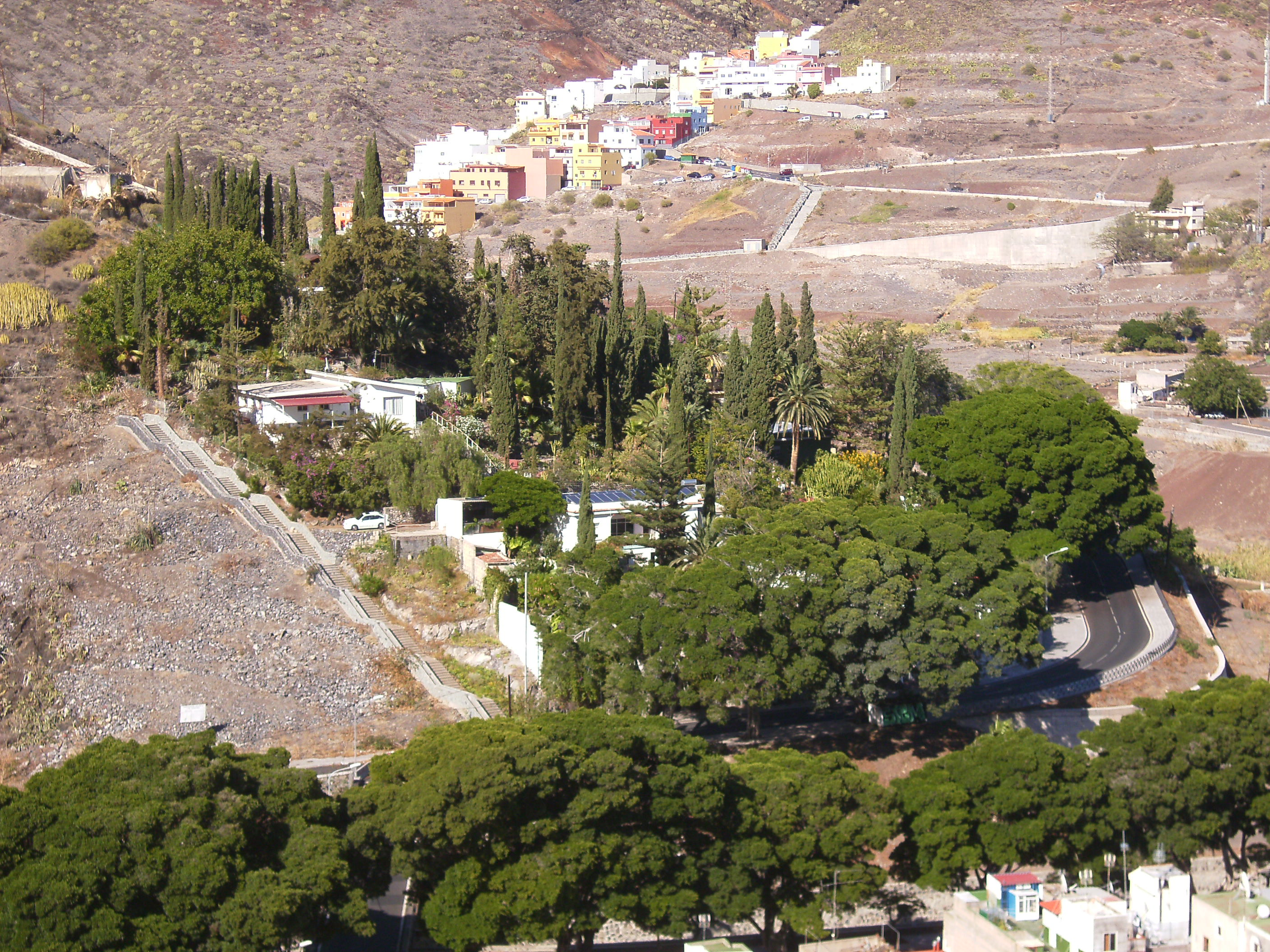
El núcleo residencial de Montaña Morera.
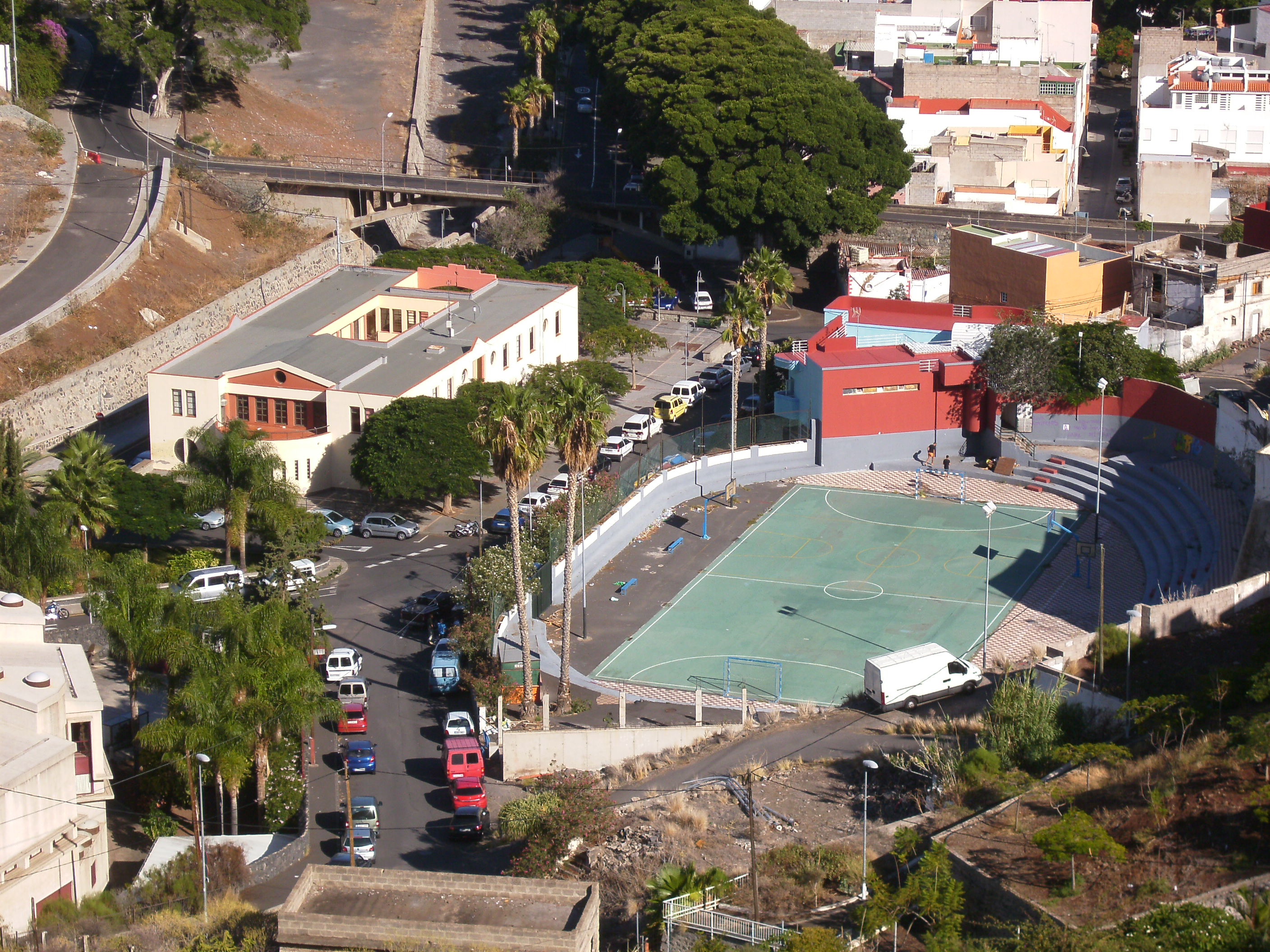
Centro socio-cultural de San Andrés Ayuntamiento (izquierda) y centro cultural Ibaute (edificio rojo y gris).
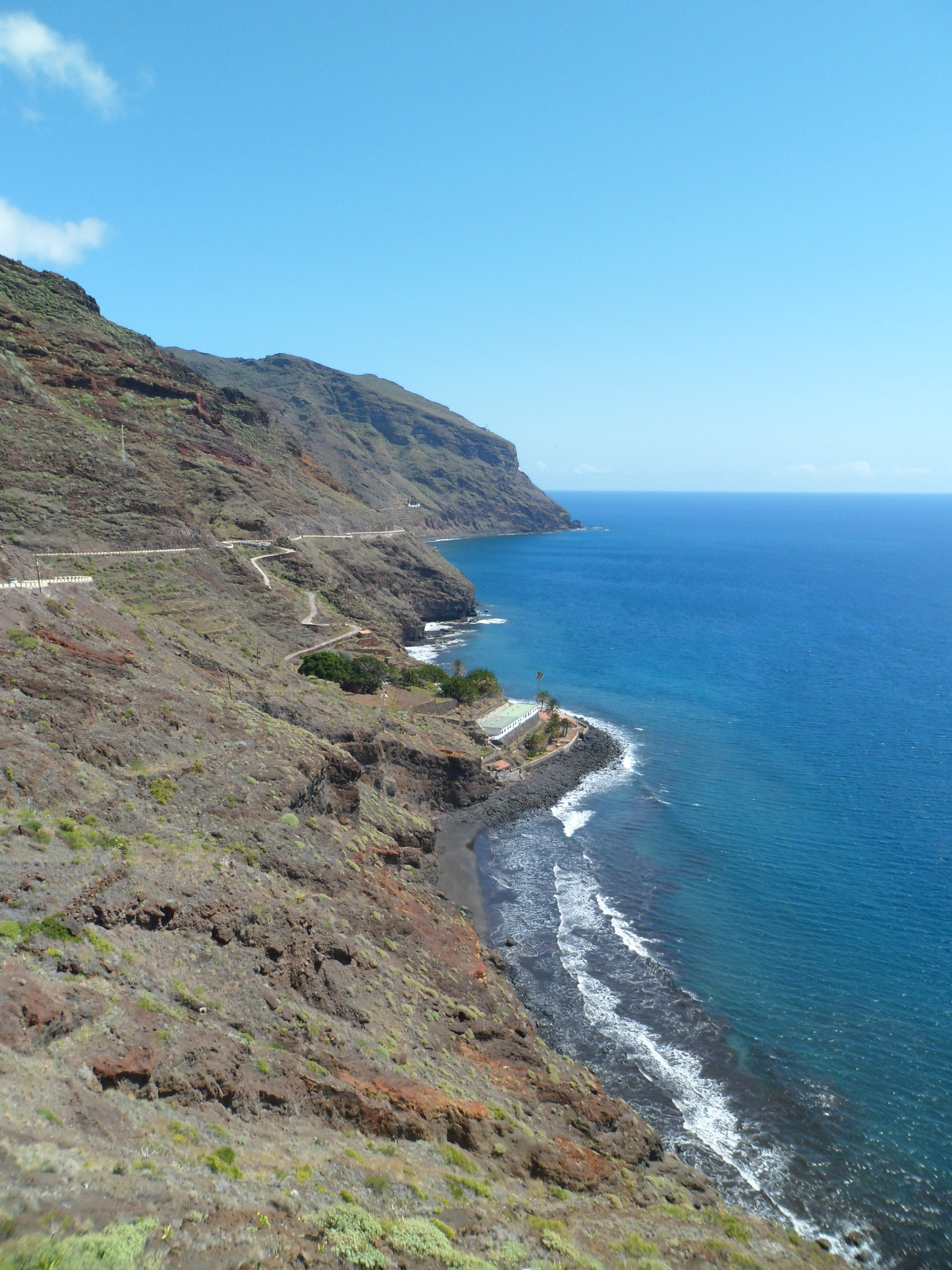
En primer término, playa de Cueva del Agua y El Balayo.
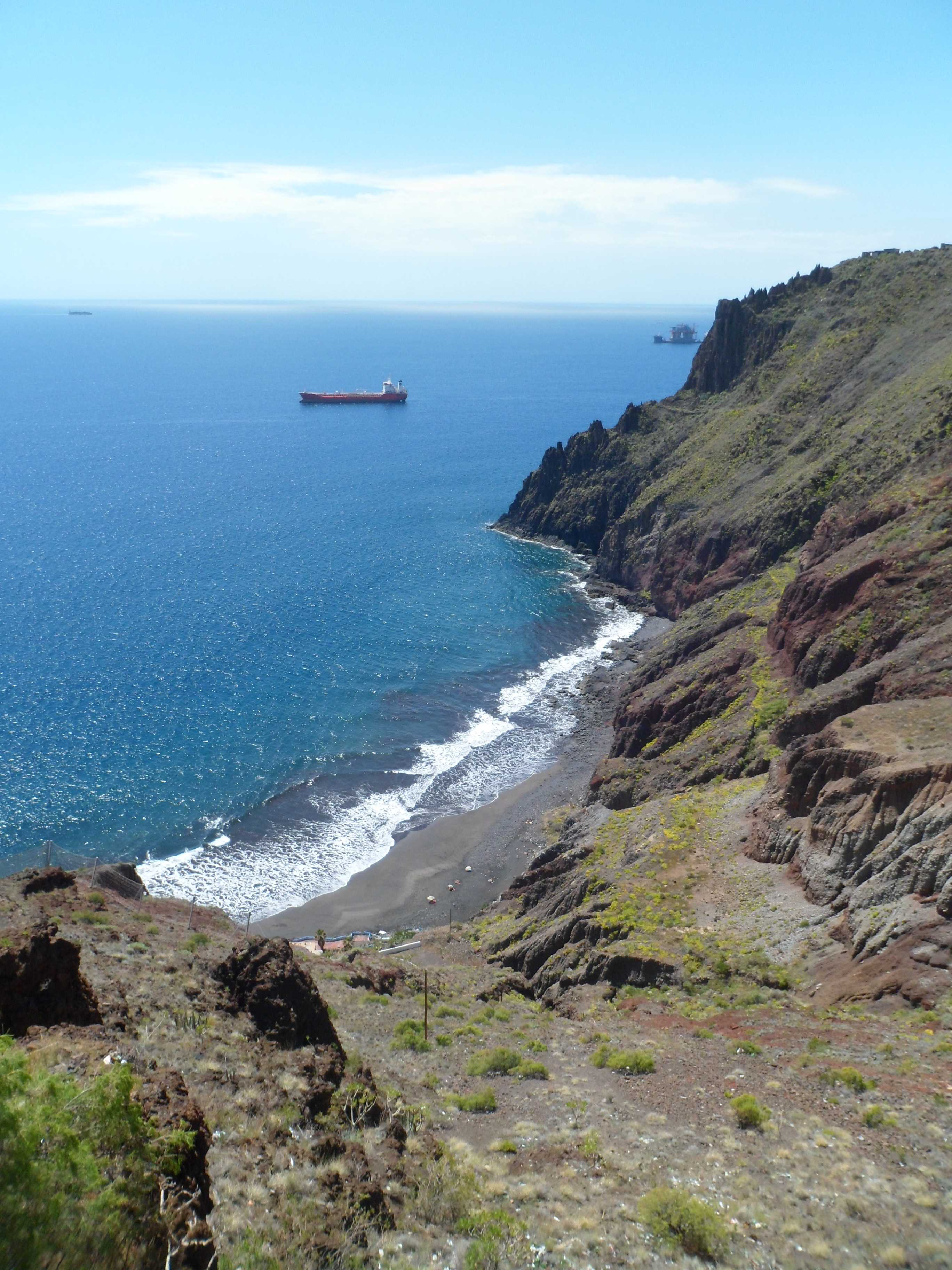
Playa de Las Gaviotas.